# Ensilage

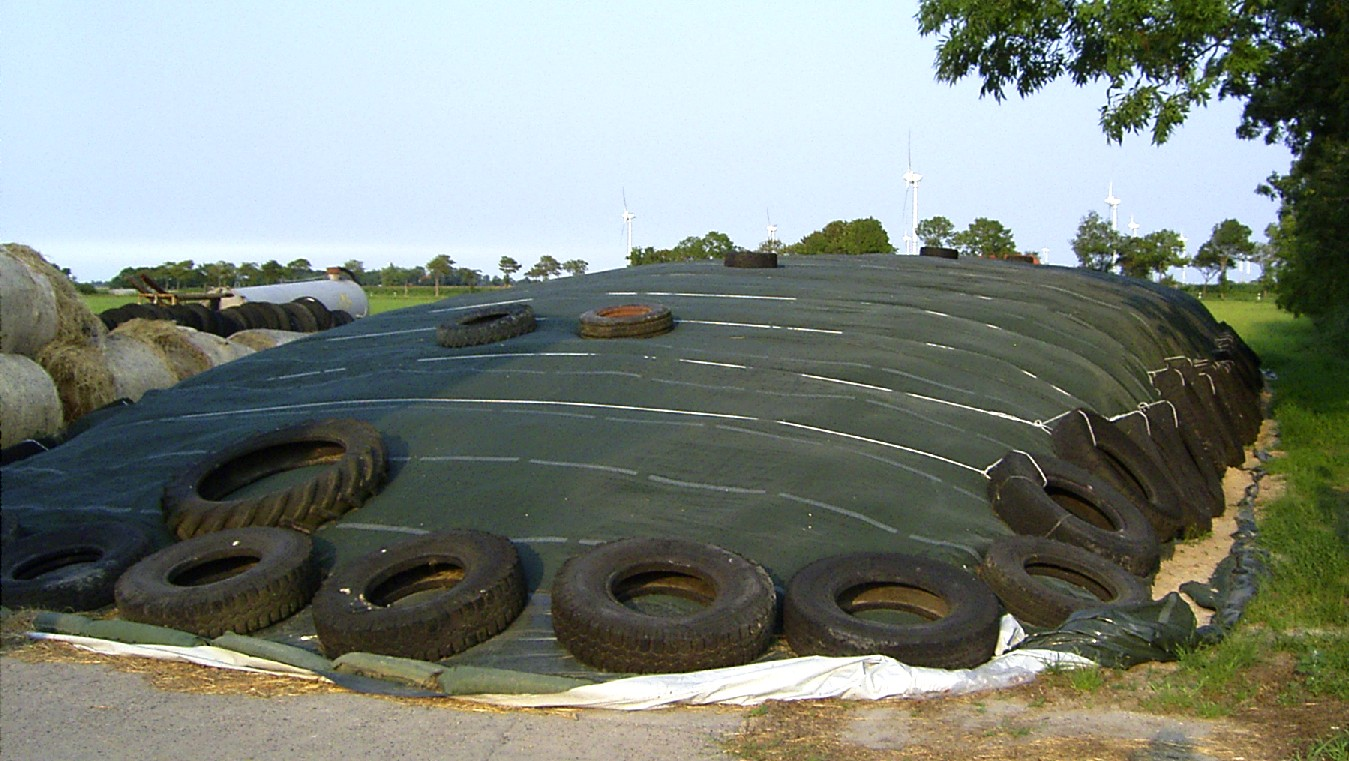
Silo simple terminé. Après compactage, le fourrage a été recouvert d'un film plastique puis chargé uniformément avec du sable afin de chasser l'air. Un treillis plastique a enfin été posé pour prévenir les dégâts d'oiseaux ou de petits animaux. Les pneus sur les côtés assurent l'étanchéité en bordure. L'aire de déchargement est bétonnée pour la propreté.

L'ensilage est une méthode de conservation des fourrages par acidification passant par la fermentation lactique anaérobie d'un fourrage humide. En fonction des différentes techniques utilisées, et de la nature des fourrages, on obtient un produit fini acide dont le pourcentage d'humidité varie de 50 % à 85 % environ. Plus le taux de matière sèche est élevé, plus les conditions d'anaérobiose sont difficiles à atteindre. A contrario, un taux d'humidité élevé entraîne des pertes au désilage et par fuite de jus, source potentielle d'odeurs.

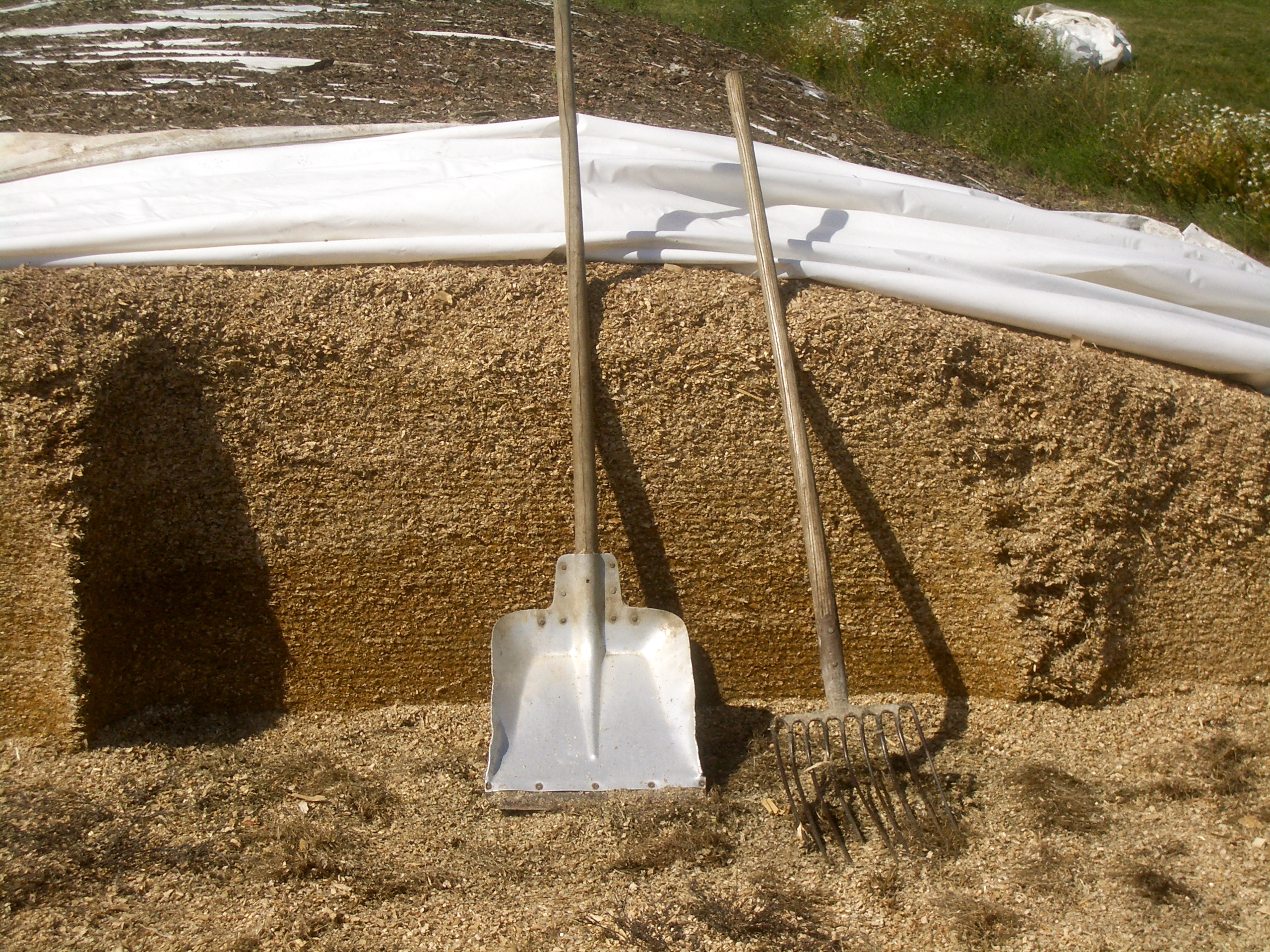
Front de prélèvement d'un silo de maïs, Allemagne, 2009.

Cette technique a largement contribué à l'industrialisation de l'agriculture ainsi qu'au développement des élevages intensifs. Elle est devenue depuis la seconde moitié du XXe siècle un élément essentiel des systèmes de polyculture-élevage. Elle est parfois abandonnée lorsqu'il s'agit d'élaborer des produits animaux de haute qualité gustative.

## Place de l'ensilage dans la conservation des fourrages
Il existe plusieurs voies de stockage et de conservation des fourrages :
- la voie sèche, soit en foin soit par déshydratation artificielle en usine. La conservation en foin est rendue possible par la dessiccation, soit uniquement sous l'action du soleil (séchage naturel), soit complétée par un séchage en grange utilisant de l'air chaud généralement produit par des brûleurs. Cela  conduit à un pourcentage d'humidité du fourrage voisin de 15 %, qui assure sa stabilité. Le foin demande un investissement moindre. Il est souvent perçu comme « plus naturel » par les consommateurs de produits animaux, l'ensilage et le maïs-fourrage étant d'utilisation récente et liés à la révolution fourragère, du moins en Occident. Cependant, si le foin prend la pluie, la perte peut être importante ;
- les voies intermédiaires telles que le haylage[2] ou l'enrubannage de grosses balles[3] qui s'est fortement développé récemment pour les plantes prairiales ;
- la voie humide, dénommée ensilage, qui s'applique à un grand nombre de plantes fourragères pourvu qu'elles soient suffisamment riches en sucres fermentescibles, en particulier aux graminées fourragères, au maïs plante entière, aux grains humides, à la pomme de terre et aussi à des coproduits agro-alimentaires comme les bagasses de canne à sucre, la pulpe de betterave, les drêches de brasserie, la pulpe de pomme de terre, certains écarts de triage de légumes. Elle est cependant difficile à réussir avec des fourrages comme les  crucifères et la luzerne, pauvres en sucres solubles et riches en azote. L'ensilage est privilégié lorsque les conditions climatiques sont humides ou incertaines. Le débit d'un chantier d'ensilage peut être très important et c'est la raison majeure du succès de cette technique ;
- certaines plantes peuvent être conservées humides sans être ensilées à l'abri de l'air ; c'est le cas de la betterave fourragère (et autrefois des carottes et navets fourragers) en silo aéré et abrité, des citrouilles simplement en tas à l'extérieur ou du topinambour en terre. Les choux fourragers étaient conservés jusqu'aux fortes gelées sur pied. De même, si le climat et l'état du sol le permettent, il est parfois possible de faire pâturer en hiver.

## Évolution des moyens de récolte et de stockage

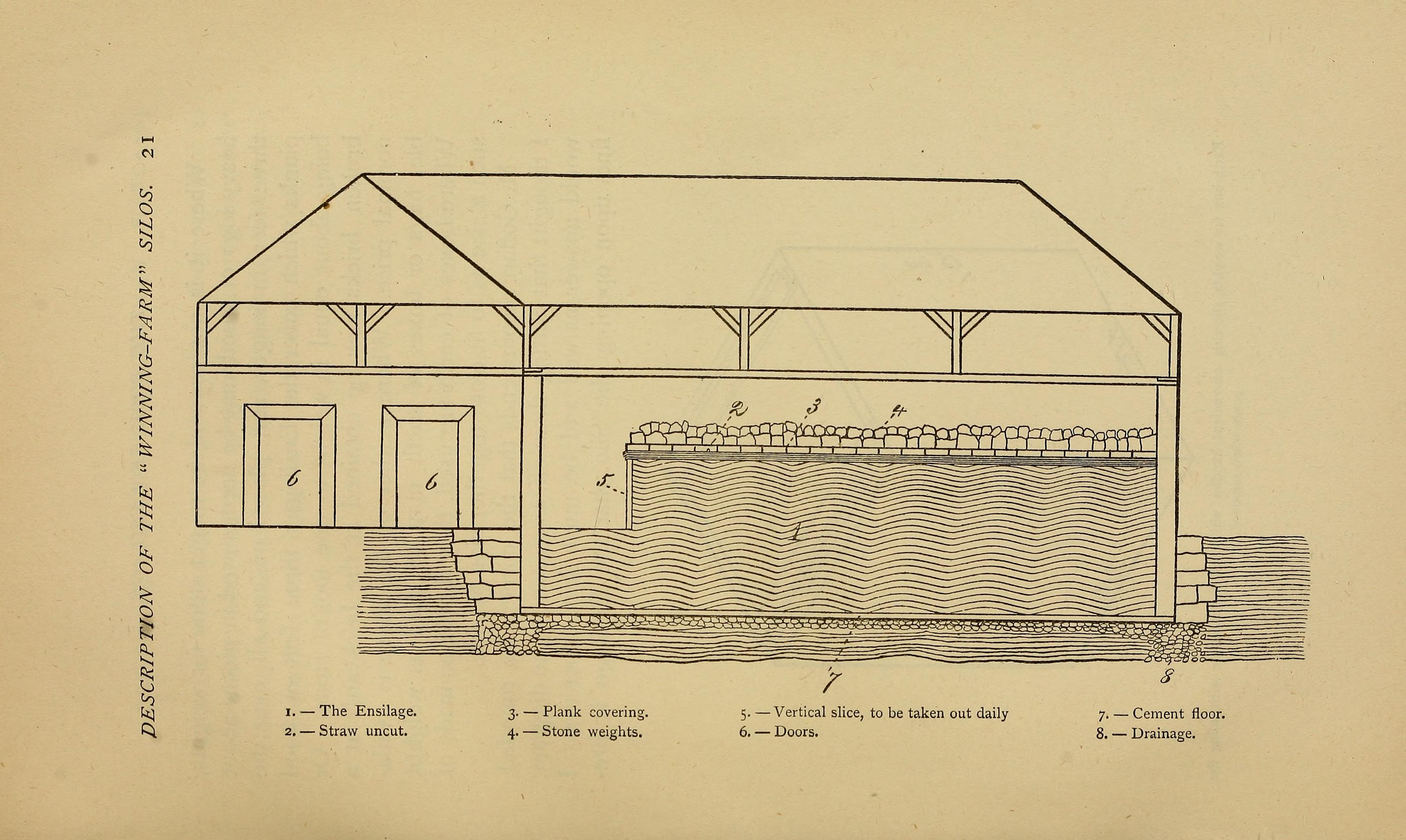
Exemple d'ensilage réalisé sous hangar en 1881 : le fourrage était recouvert de paille, puis de planches et enfin de pierres pour être suffisamment tassé.
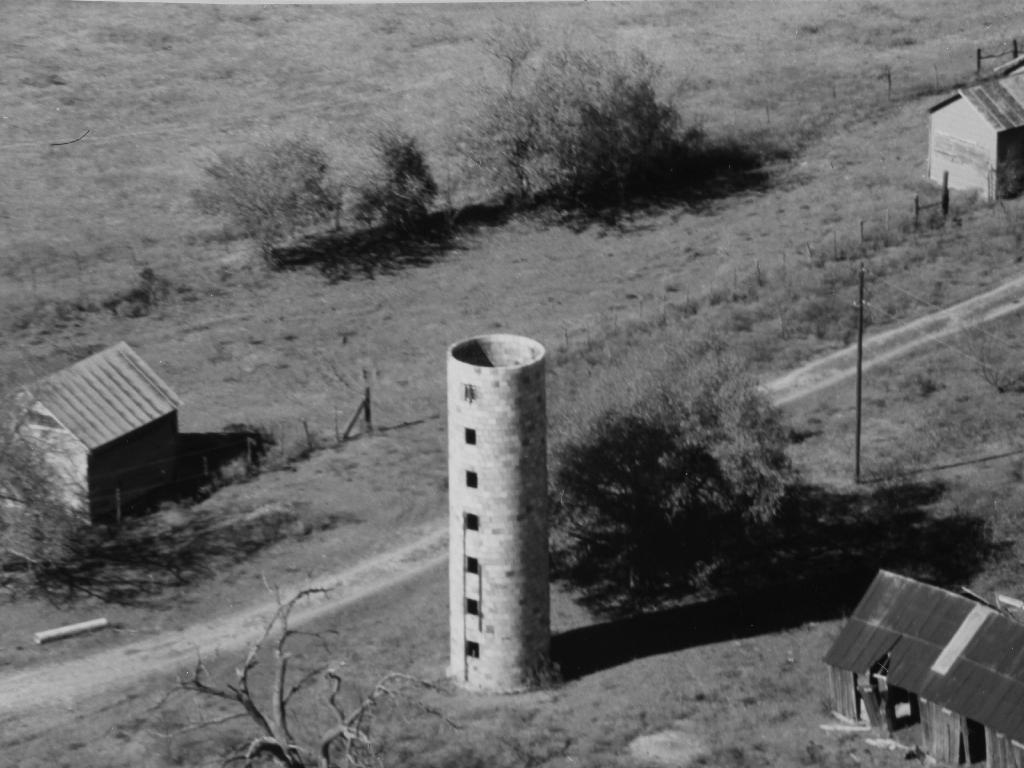
Silo-tour construit vers 1900 au Texas.
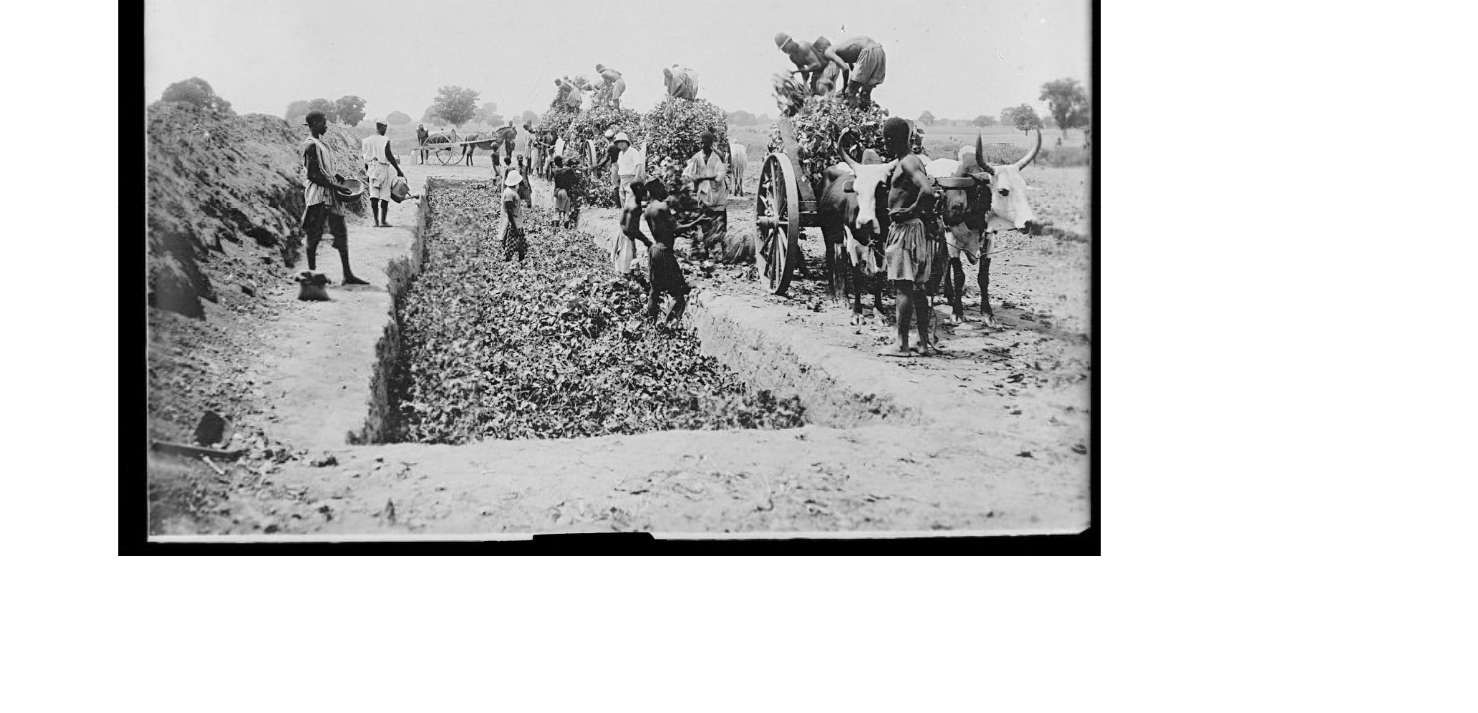
Ensilage de fourrages en silo-fosse, Afrique Occidentale Française, années 1930.
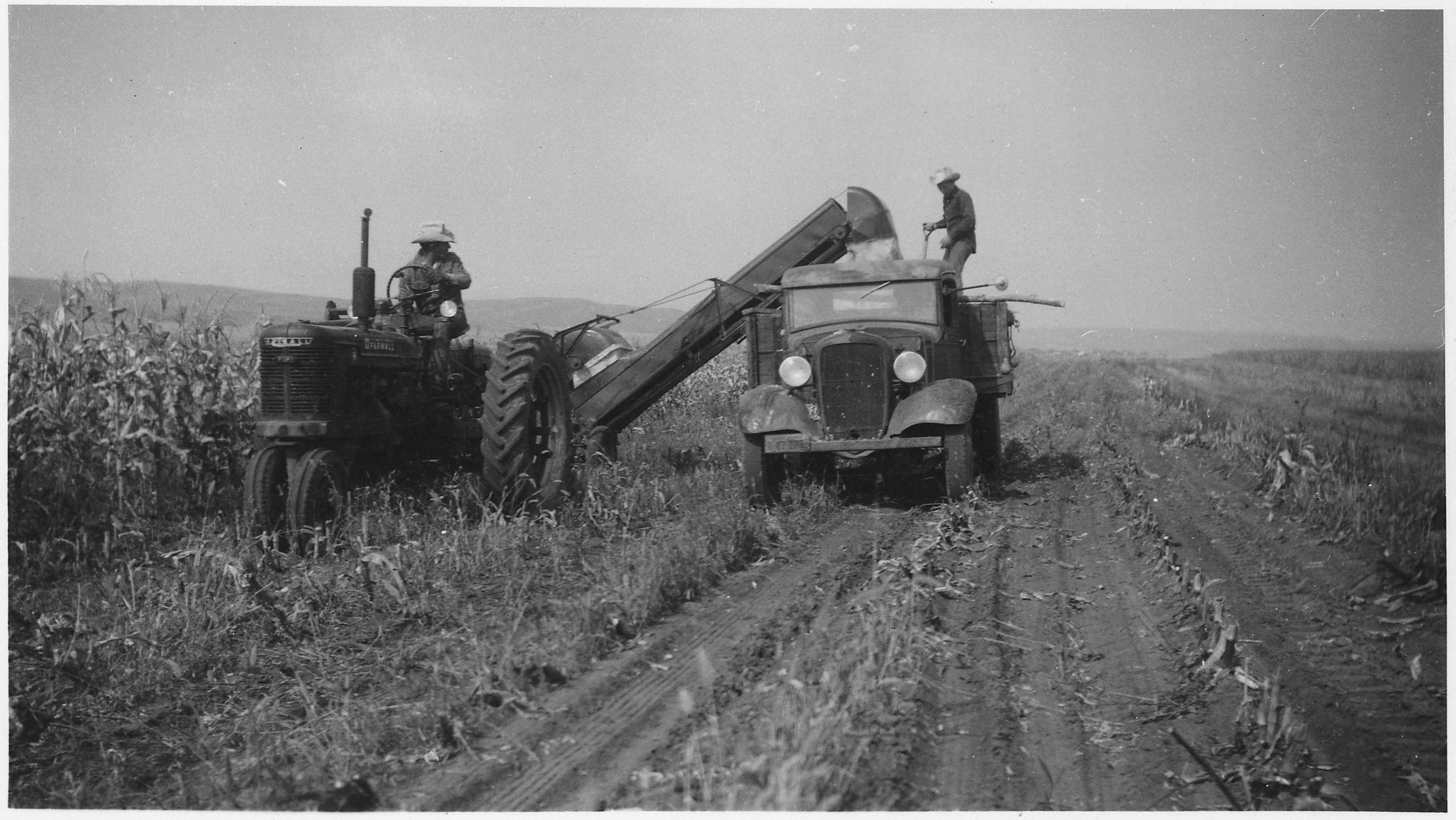
Ensilage de maïs aux États-Unis en 1949.
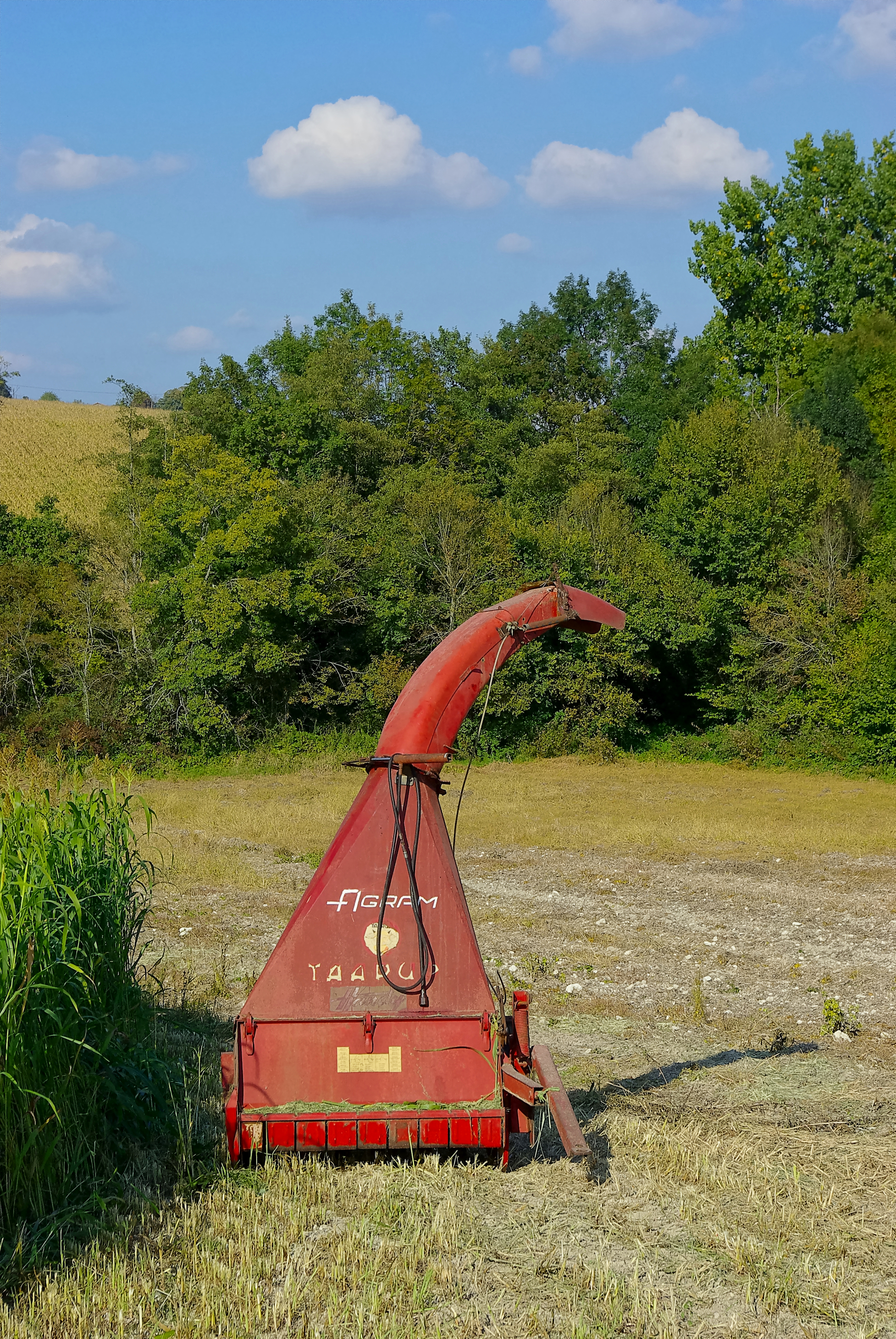
Faucheuse récolteuse à fléaux. Ces machines dotées d'un unique rotor étaient peu coûteuses et peu exigeantes en puissance mais lentes et ne réalisaient qu'un hachage approximatif. Elles ont été utilisées comme ensileuses d'herbe dans les années 1940 à 1960.
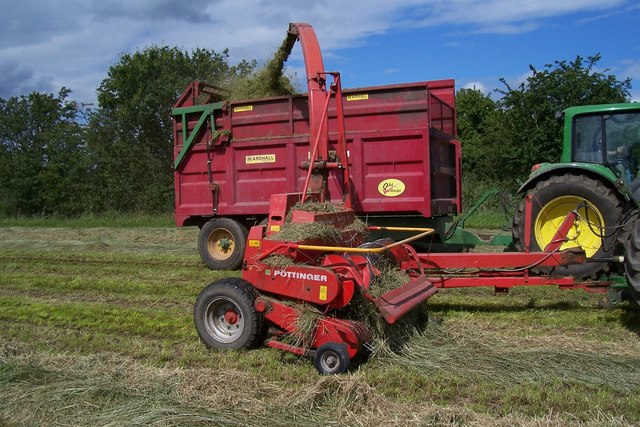
Type de machine très utilisé pour l'ensilage d'herbe dans les décennies 1970 à 2000. Elle comprend un pickup pour le ramassage et un volant hacheur qui effectue en même temps l'éjection du fourrage via une goulotte orientable vers la remorque. Le pickup peut être remplacé par des becs à maïs.
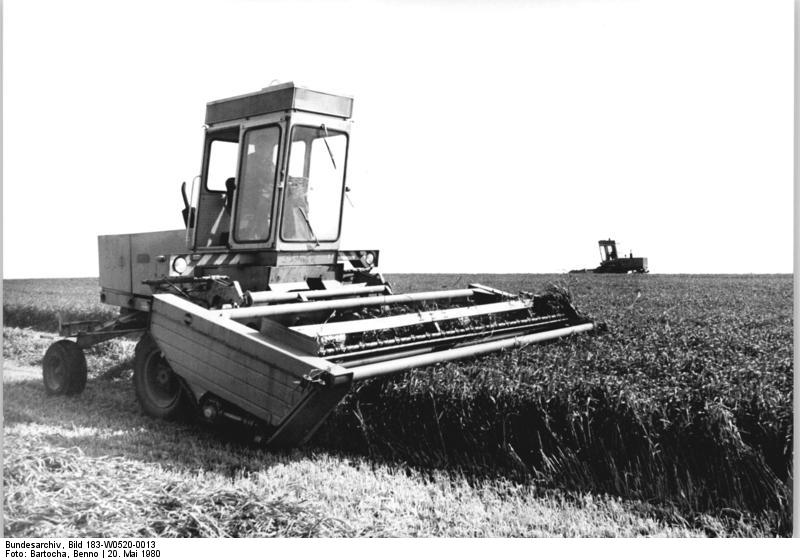
Fauche et andainage de seigle à l'aide d'une faucheuse-conditionneuse automotrice avant le passage de l'ensileuse, Allemagne de l'Est, 1980.
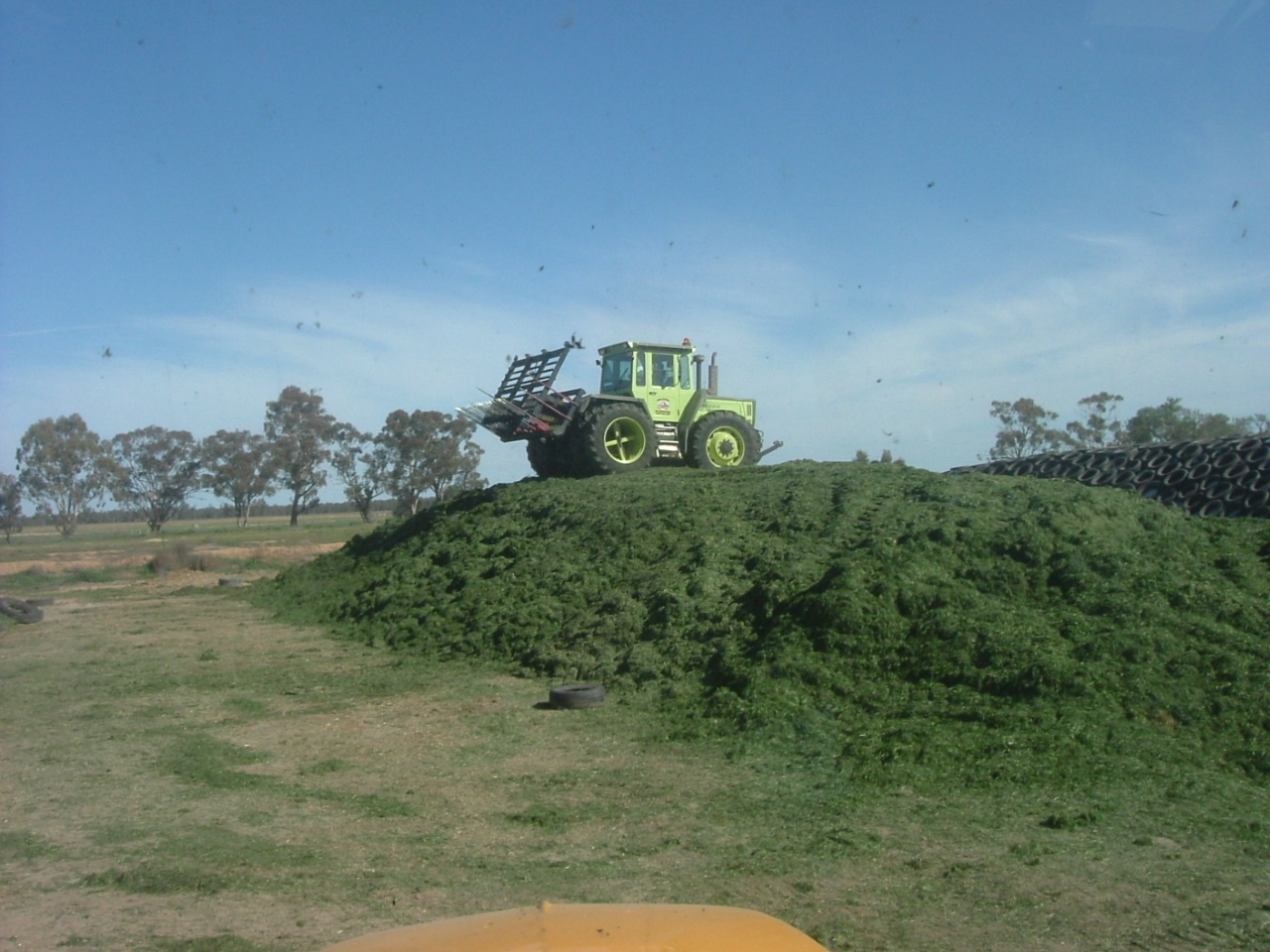
Compactage d'un ensilage en Australie (silo-taupinière), 2007.
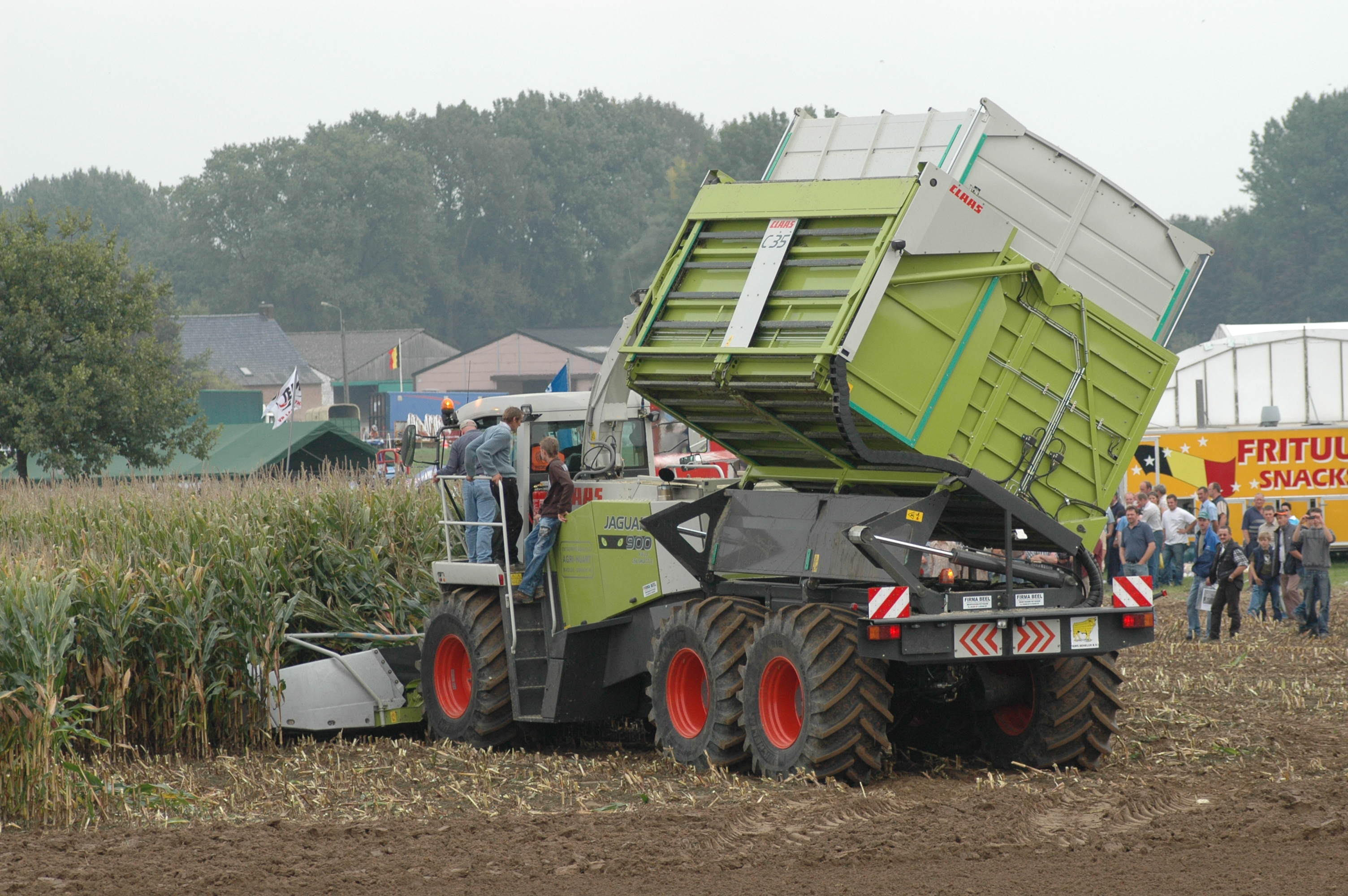
Ensileuse avec trémie de stockage. La trémie autorise l'ensileuse à travailler sans être suivie en permanence d'une remorque, 2007.
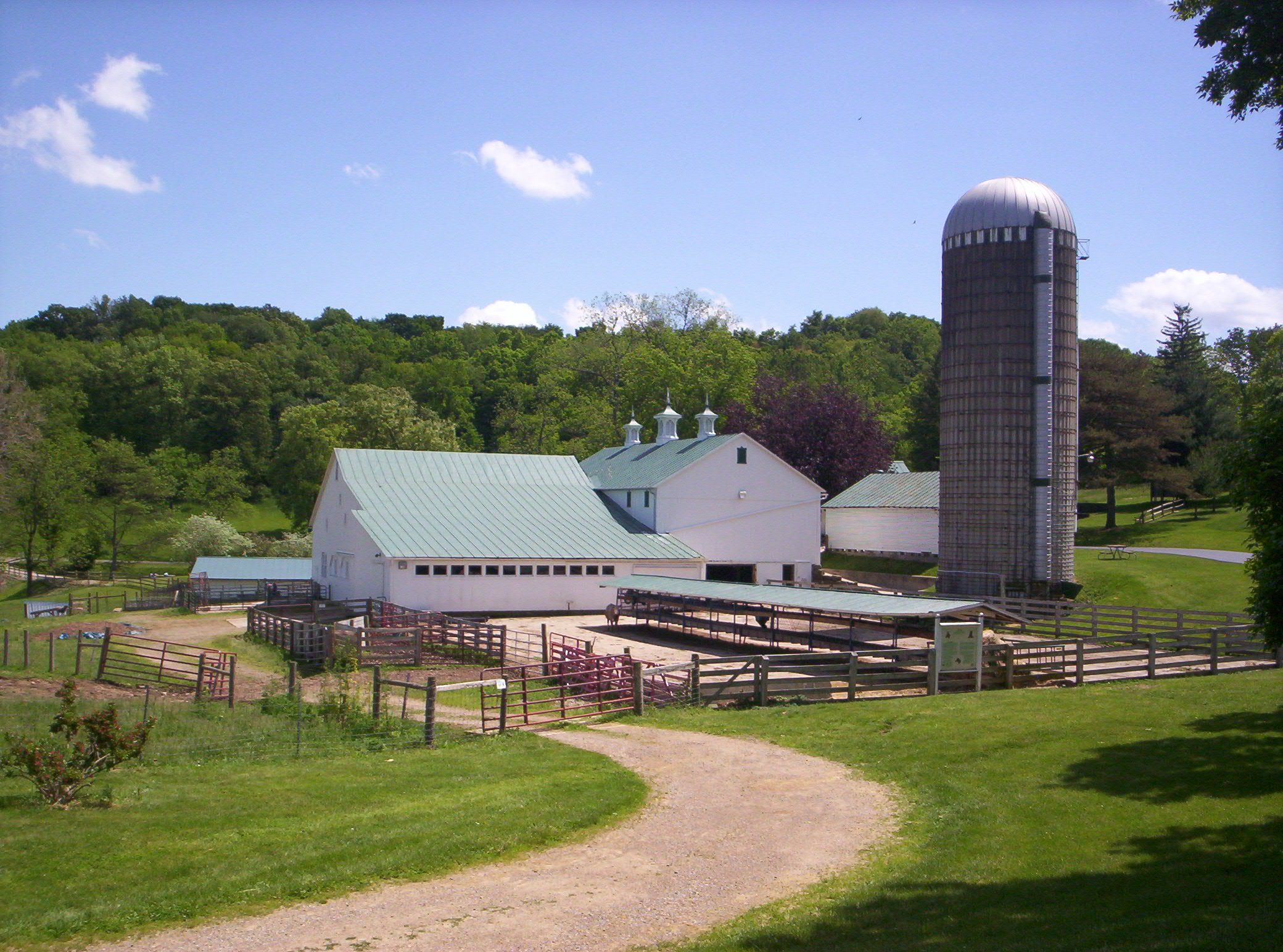
Ferme laitière américaine idéale avec son silo-tour pour l'ensilage d'herbe (Ferme pédagogique Malabar), Ohio, 2008.

Il arrive occasionnellement que de l'herbe soit conservée dans la nature sous une forme équivalente à l'ensilage, notamment lorsque des chutes abondantes de feuilles mortes ou de neige recouvrent rapidement de l'herbe en début d'hiver. Les animaux sauvages grattent alors sous cette couche pour se nourrir. Les légumes lactofermentés et la choucroute sont une forme de conservation identique à l'ensilage appréciée depuis longtemps en alimentation humaine.
En 1877, un agriculteur solognot, Auguste Goffart, publia ses propres expériences sur la conservation en vert des fourrages. Il avait été influencé par les pratiques de paysans allemands inspirés par la choucroute depuis le début du XIXe siècle. Ce livre fut l'objet d'une attention considérable aux États-Unis puis en Grande-Bretagne, les fermiers américains commencèrent à ensiler du maïs pour leurs vaches laitières. Rapidement, on mit au point des silos-tours chargés par des broyeurs-souffleurs (ensileuses à poste fixe) alors que les ensileuses mobiles n'existaient pas.
Avant que du matériel spécialisé et les bâches plastiques ne soient disponibles, on utilisait le matériel dévolu à la fenaison pour rentrer l'herbe préfanée. Les tas étaient réalisés à l'abri des pluies et fortement chargés car le fourrage n'était pas souvent haché.
À partir des années 1950, le matériel spécialisé est devenu d'usage courant et l'ensilage se développe vraiment. Le stockage sous hangar est resté longtemps populaire même avec les bâches plastiques, car il permettait l'affouragement en libre-service des animaux à l'abri. De plus le tas pouvait être chargé de petites bottes de foin ou de paille. Le problème était de faire avancer simultanément et assez vite la consommation de l'ensilage et celle du foin.
À partir des années 1990, l'utilisation d'ensileuses automotrices de forte puissances (jusqu'à 600 chevaux aujourd'hui) s'est généralisée, permettant une récolte très rapide. Sur ces machines, la conduite au travail est souvent déléguée à un robot alors que le chauffeur s'occupe du remplissage optimal de la remorque suiveuse et s'assure de la qualité du travail. La table de coupe peut être remplacée suivant les besoins par un système ramasseur (pick up) ou une table de coupe à maïs composée à becs rotatifs  qui ont remplacé les traditionnels becs à maïs à chaînes. Étant donné la rapidité du chantier, le déchargement et la confection du silo nécessitent beaucoup de place et les tas sont presque toujours en extérieur.
L'utilisation des bâches plastiques pour les ruminants ou des silos tours surtout pour les porcs est aujourd'hui la règle. Certains silos tours parfaitement étanches sont munis de systèmes permettant l'évacuation de l'oxygène. L'utilisation de bâches et pneus sur les silos horizontaux est aujourd'hui contestée pour des raisons écologiques et esthétiques et l'utilisation des pneus usagés est réglementée ; des couvertures naturelles comme l'ensemencement en céréales (orge notamment), ont été expérimentées ; la formation d'un feutrage racinaire dense après germination facilite le retrait de la couche isolante avant l'utilisation (désilage). Les graines peuvent être semées seules ou dans un broyat de végétaux.

## Techniques d'ensilage

### Différentes méthodes

#### Préparation du fourrage avant ensilage

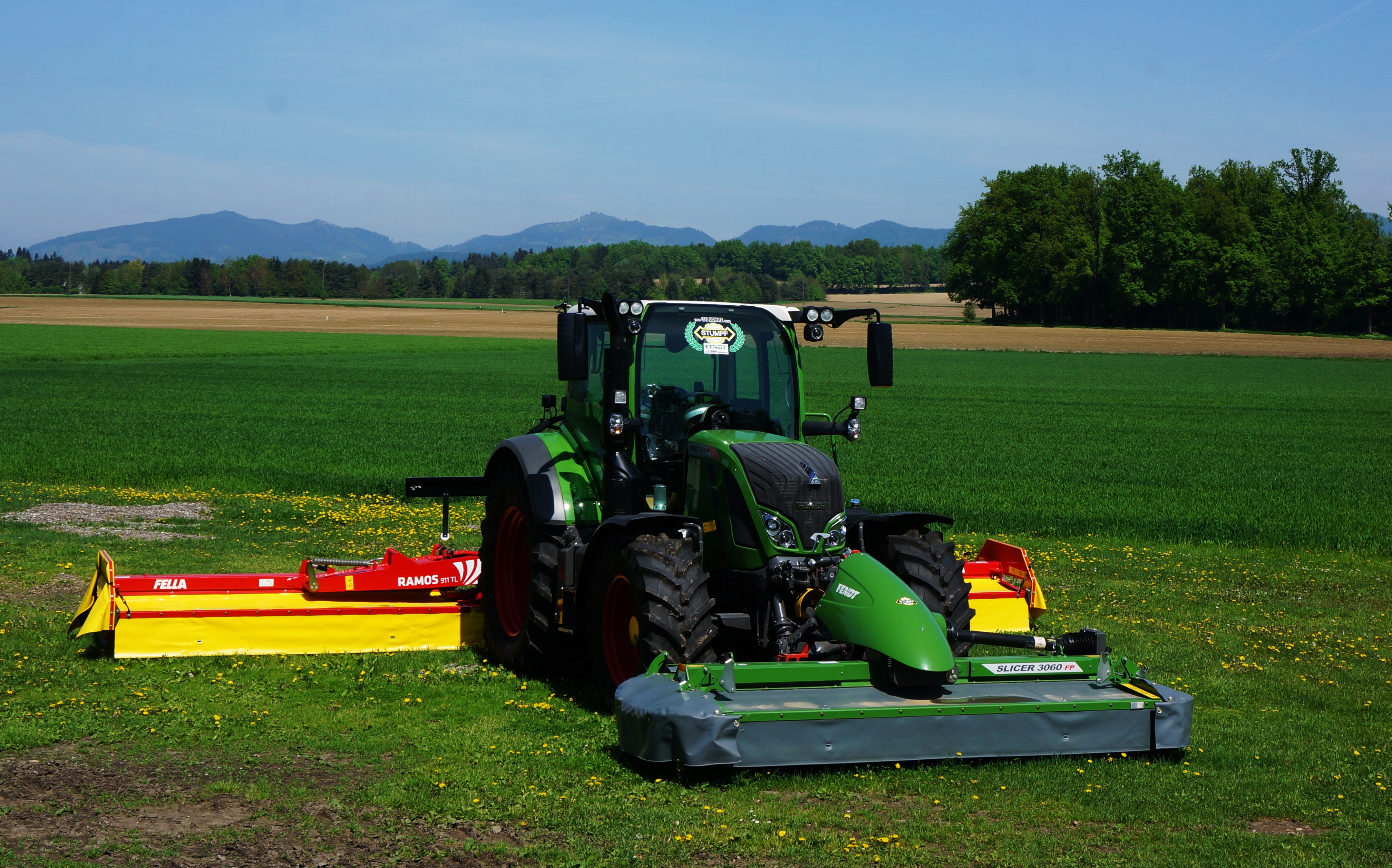
Trois faucheuses-conditionneuses sur un même tracteur. Autriche, 2018

L'ensilage peut être préfané ou non. Le préfanage abaisse le taux d'humidité, il est très pratiqué pour les ensilages d'herbe. Il utilise les mêmes machines que pour la fenaison. Pour des raisons de débit de chantier, des machines très performantes équipées de conditionneurs accélérant le séchage peuvent être utilisées. On vise alors un taux de matière sèche d'environ 35 %. L'ensilage a lieu jusqu'à 60 heures après la coupe.

#### Silos-tours

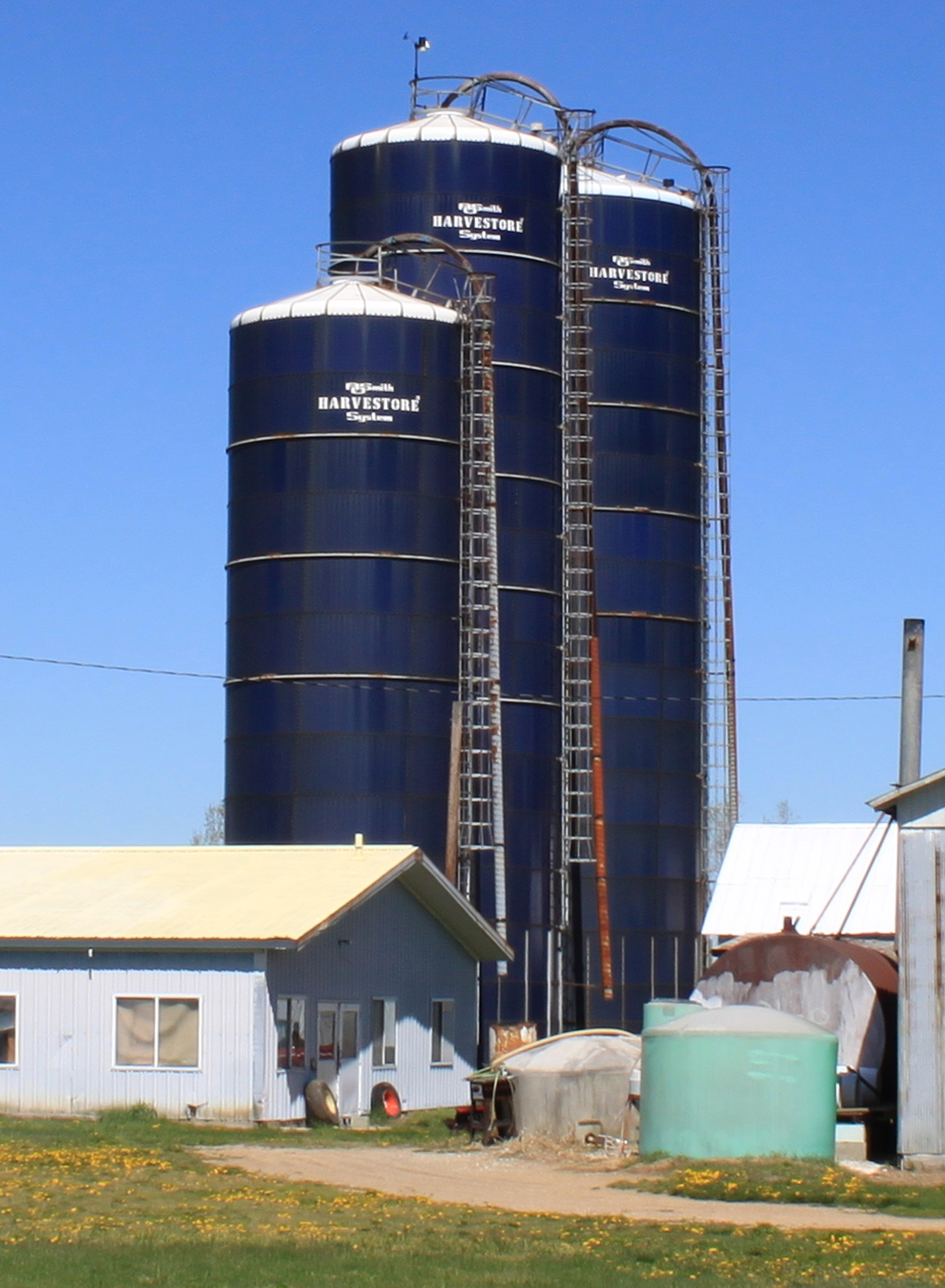
Tours Harvestore à atmosphère appauvrie en oxygène (silos-tours). Britton, Michigan, États-Unis, 2012.

Pour l'herbe, autour de 50 % de matière sèche, il s'agit du « haylage » dont la conservation peut nécessiter des silos-tours limitant le contact avec l'air. C'est l'épaisseur de l'ensemble qui assure l'anaérobiose (la privation d'air ou d'oxygène). Cette technique mise au point aux États-Unis dès les débuts de l'ensilage, d'abord pour le maïs, nécessite des investissements importants (silo, soufflerie, mécanisme de désilage).
L'utilisation de silos-tours reste assez peu fréquente en Europe en dehors de l'ensilage des grains humides pour les porcs qui permet un gain de temps important tout en évitant les frais de séchage du grain.
L'ensilage de grains de blé ou de maïs humides est fréquent dans les élevages de porcs, il est aussi utilisé comme complément énergétique dans les grands élevages de ruminants. La récolte est alors réalisée avec une moissonneuse-batteuse et le grain broyé sommairement et mis en silo-tour sans séchage.

#### Ensilage sous emballage étanche

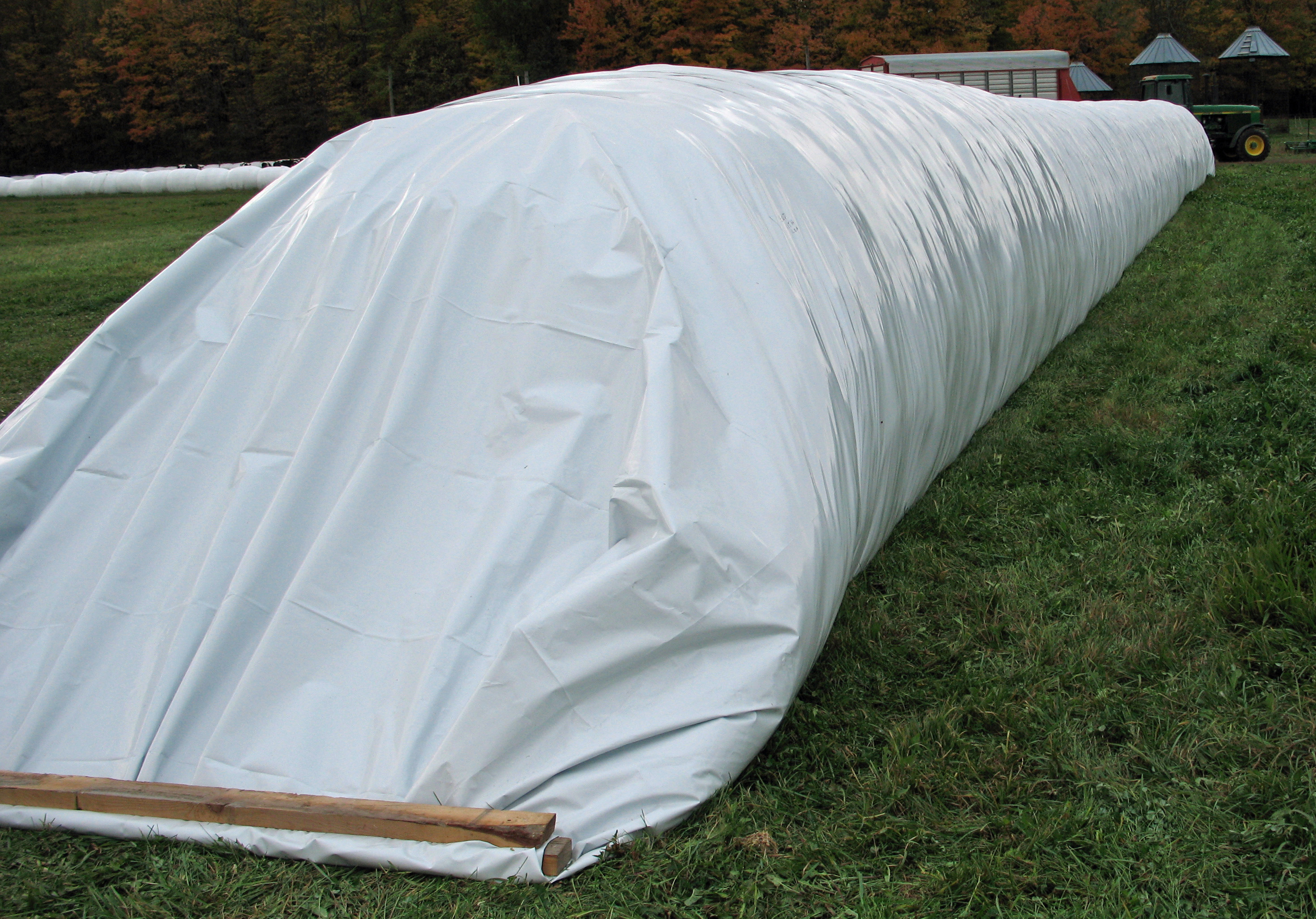
Ensilage en silo-boudin. Chippewa County, Wisconsin, États-Unis, 2009.

Une technique largement développée aujourd'hui est l'enrubannage des balles, rondes ou carrées. Réalisé par des enrubanneuses, elle consiste à enrouler un film plastique autour de chaque botte et à obtenir ainsi l'anaérobiose. Il existe des enrubanneuses pour balles d'un poids allant d'une cinquantaine de kilos (machines chinoises notamment) à environ une tonne.
Une autre méthode consiste à introduire le fourrage dans un tube de plastique (silo-boudin) au moyen d'une machine spéciale.
Il existe une variante bon marché pratiquée en particulier dans les zones tropicales qui consiste à utiliser des sacs plastiques éventuellement récupérés ; il existe des emballages plastiques  résistants de  quelques dizaines de kilos à une tonne (bigsac). Cette méthode est utilisée pour l'ensilage de racines et de feuilles mélangées et broyées (manioc, patate douce) destiné aux petits élevages de porcs.

Balles
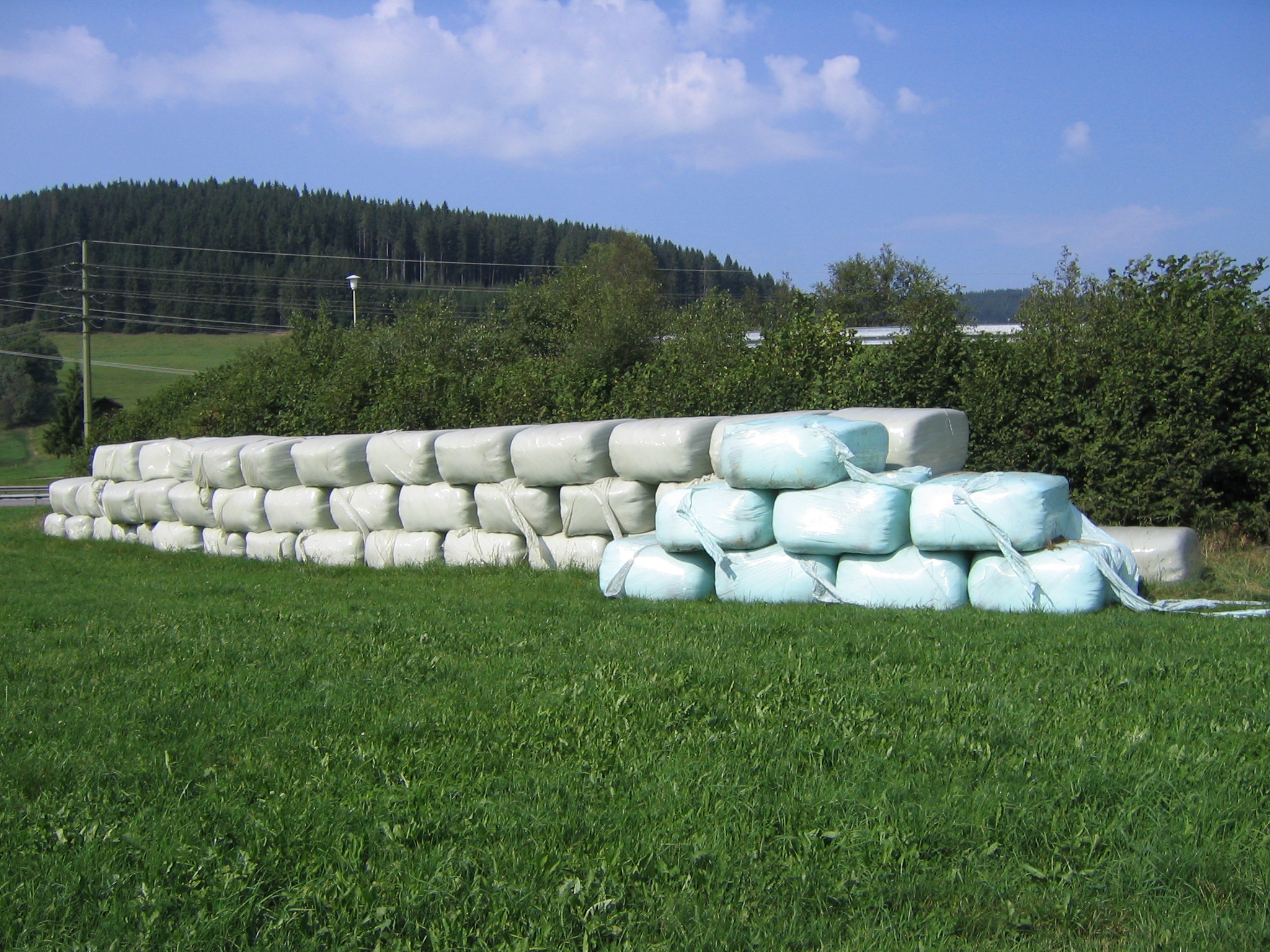
L'ensilage en balles de végétaux enrubannés par du film plastique est une méthode en progression.
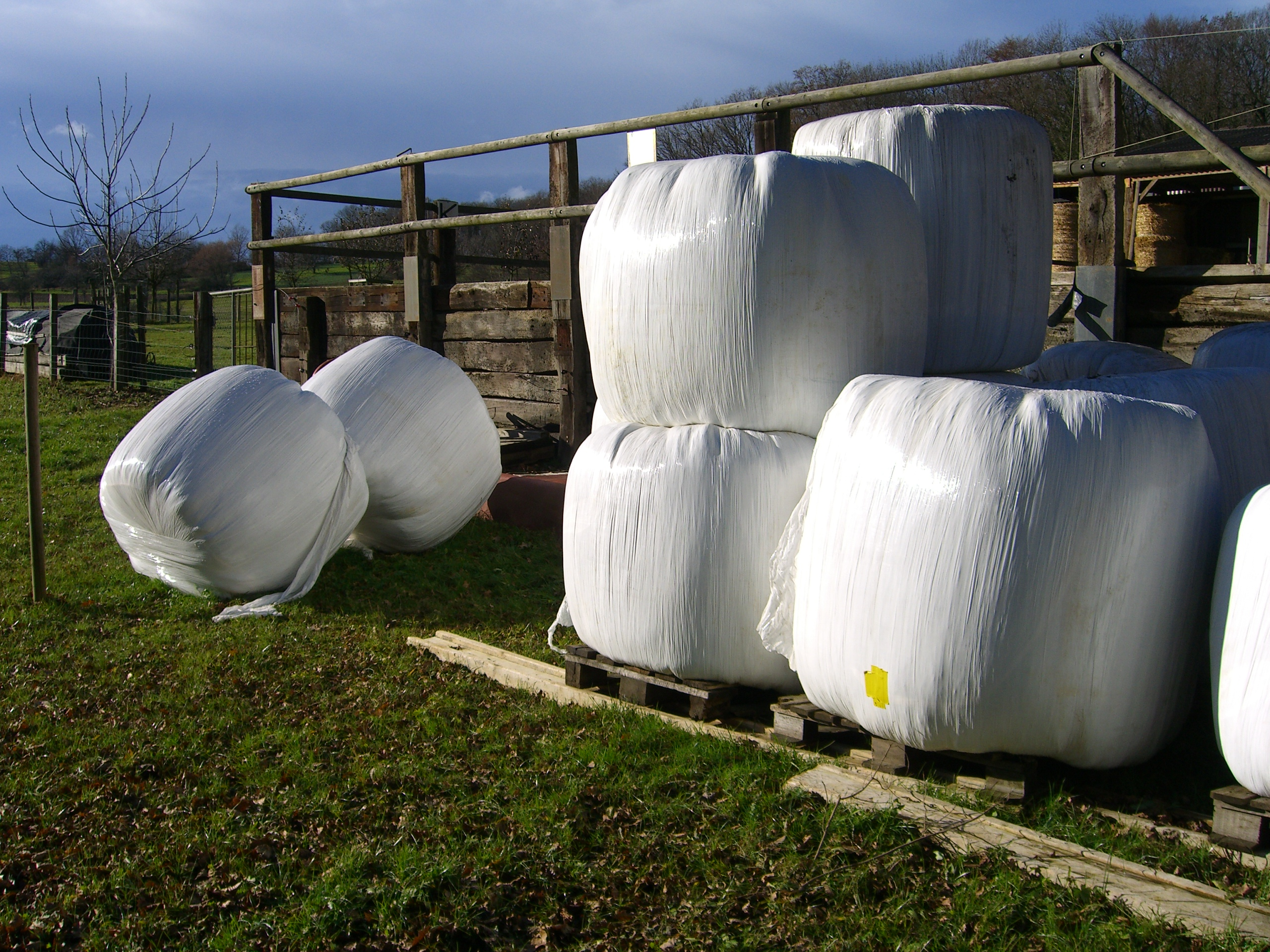
Le plastique blanc accumule moins de chaleur et rend d'éventuelles déchirures ou trous plus visibles (ici près de Bâle, en Suisse).
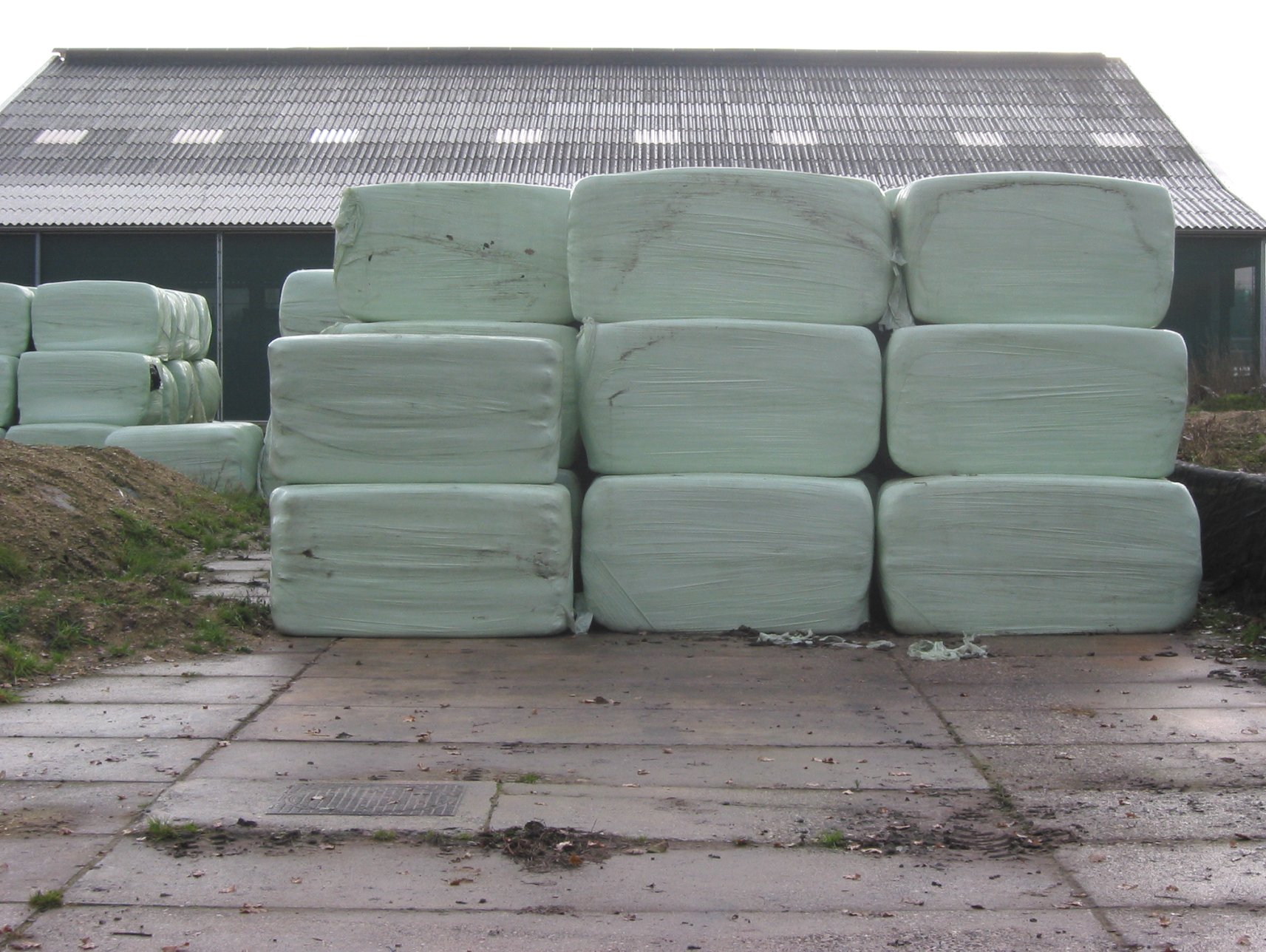
Les balles peuvent être rectangulaires, optimisant le stockage.
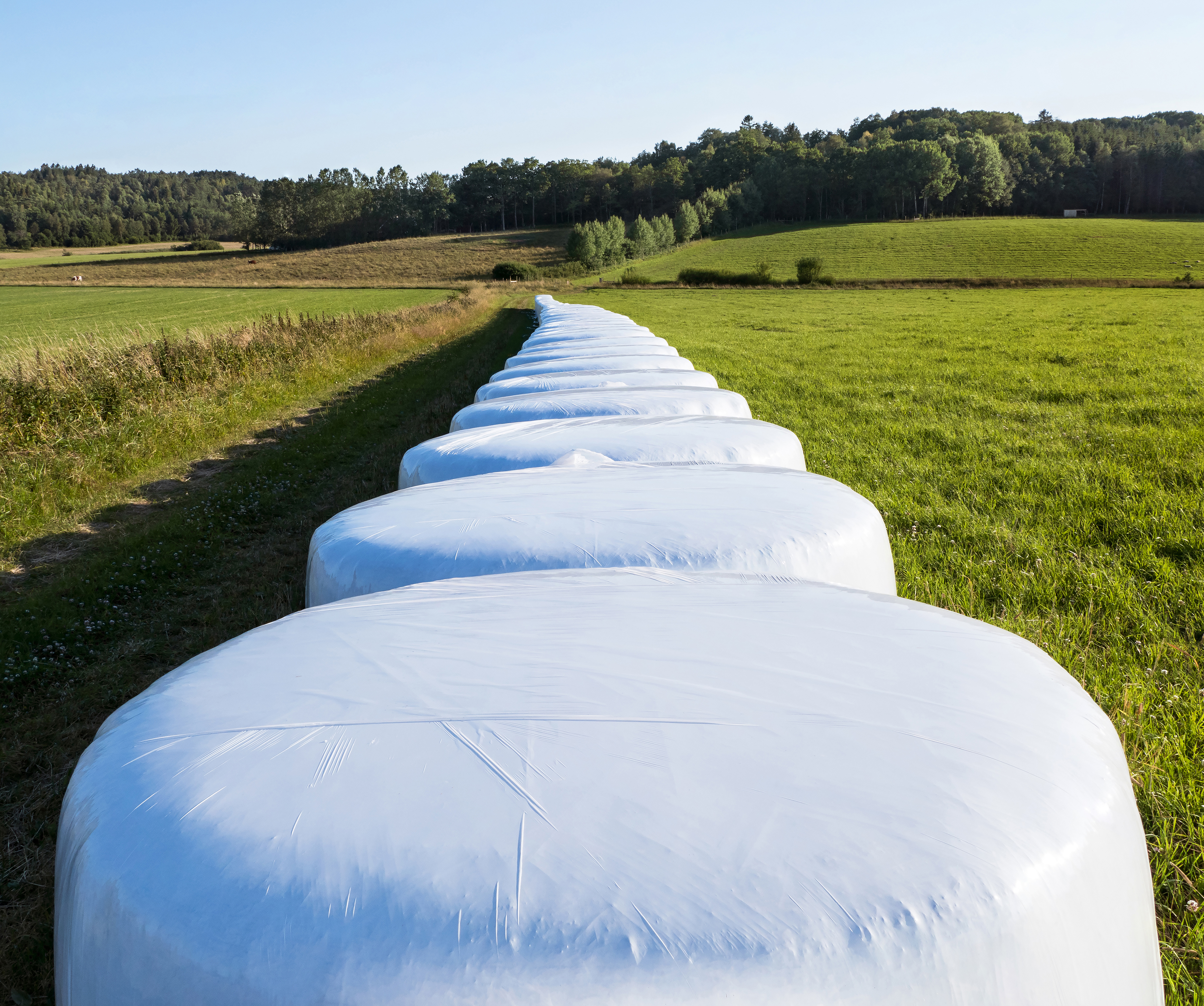
Rangée de balles à Öhed, Brastad, Suède.
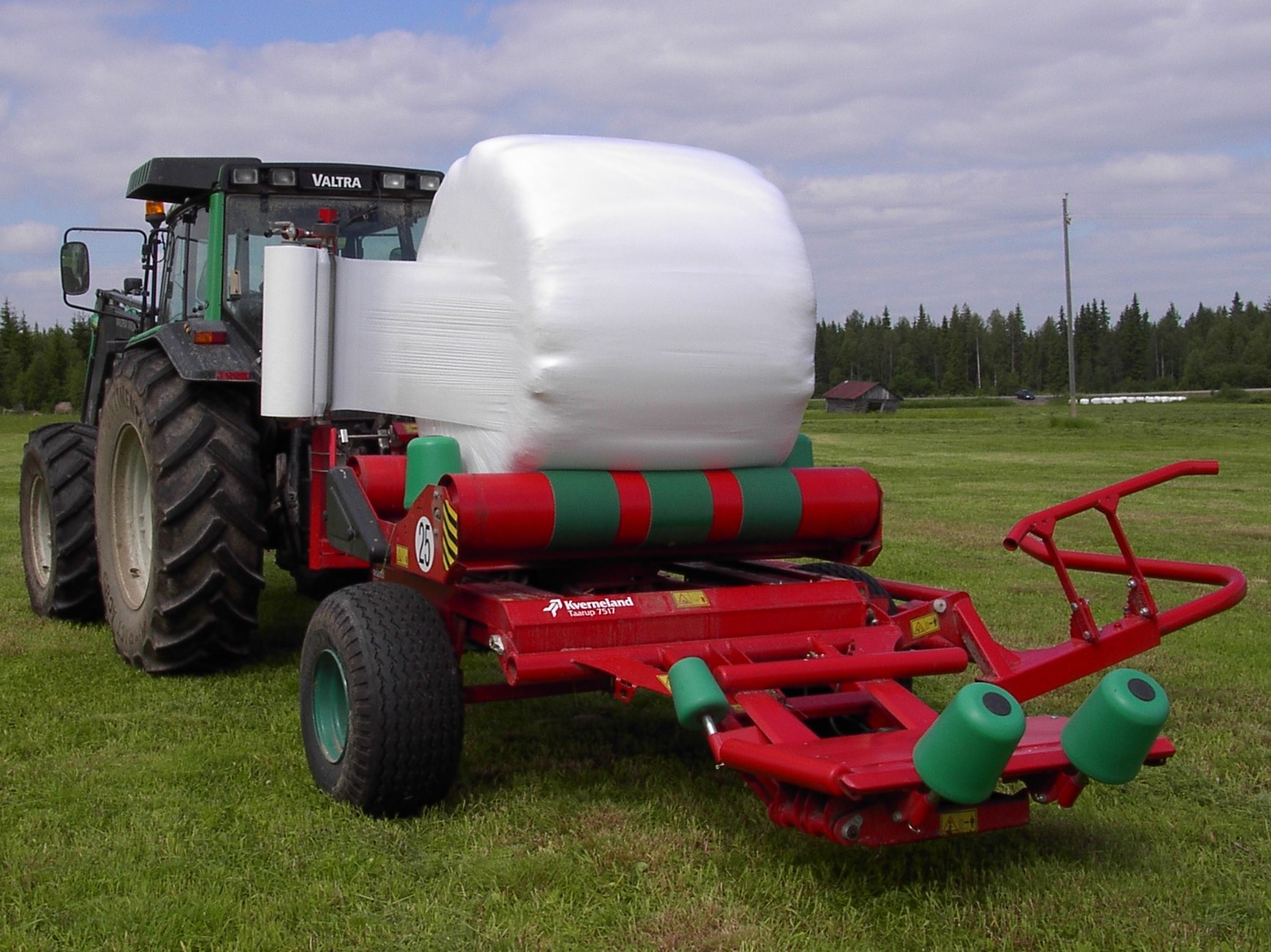
Enrubanneuse pour balles rondes.
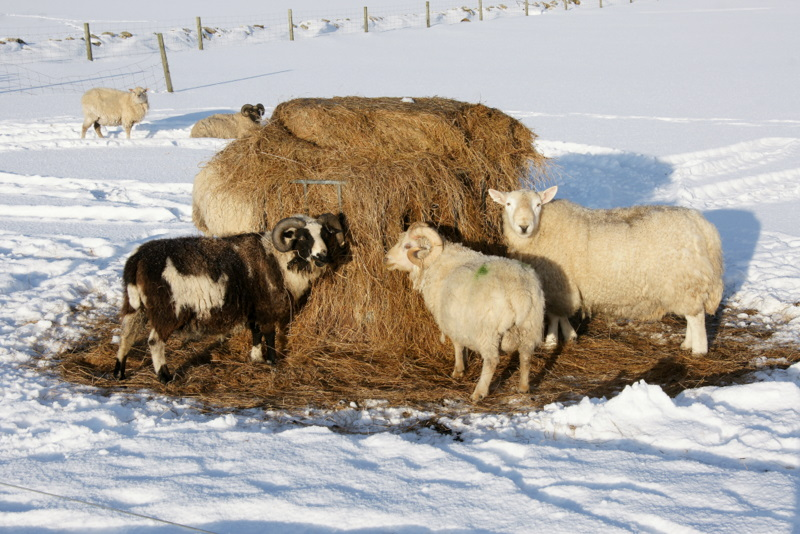
Moutons dans la neige se nourrissant d'une balle d'ensilage posée dans un râtelier cylindrique (après retrait du plastique). Îles Shetland, Grande-Bretagne.

#### Méthodes traditionnelles
En dessous de 40 % de matière sèche, on parle des méthodes les plus communes d'ensilage. La technique la plus largement utilisée est celle du silo-couloir (silo-bunker ou bunker au Canada). Le fourrage, tout d'abord haché en particules dont la longueur avoisine le centimètre, est stocké à plat, en couches successives, sur une aire bétonnée entre deux murs, puis  compacté à l'aide de tracteurs afin d'expulser le maximum d'air interstitiel et mis en anaérobiose définitive par recouvrement à l'aide d'une bâche de polyéthylène lestée par du sable (photo de titre) ou traditionnellement par des pneus usagés.
La même technique peut être utilisée en l'absence de murs limitant le silo ; elle procure alors un silo-taupinière ou silo-meule (fréquent pour la pulpe de betterave). Cette méthode reste la plus économique et se prête à toutes les évolutions.
En zone tropicale et à la saison sèche, l'ensilage est traditionnellement réalisé en silos-fosses ou silos-tranchées de 1,5 à 2 m de profondeur (photo historique), il peut être tassé au tracteur lorsque le remplissage atteint le niveau du sol, il est ensuite recouvert d'un plastique ou d'une couche de paille puis d'une couche de terre. Cette technique a l'avantage de protéger le silo de l'action du soleil et est économique mais les autres types de silos sont aussi utilisés. Une variante est l'ensilage en cuves de béton préfabriquées (silos-cuves) que l'on enterre également.

### Maïs et sorghos à grain plantes entières

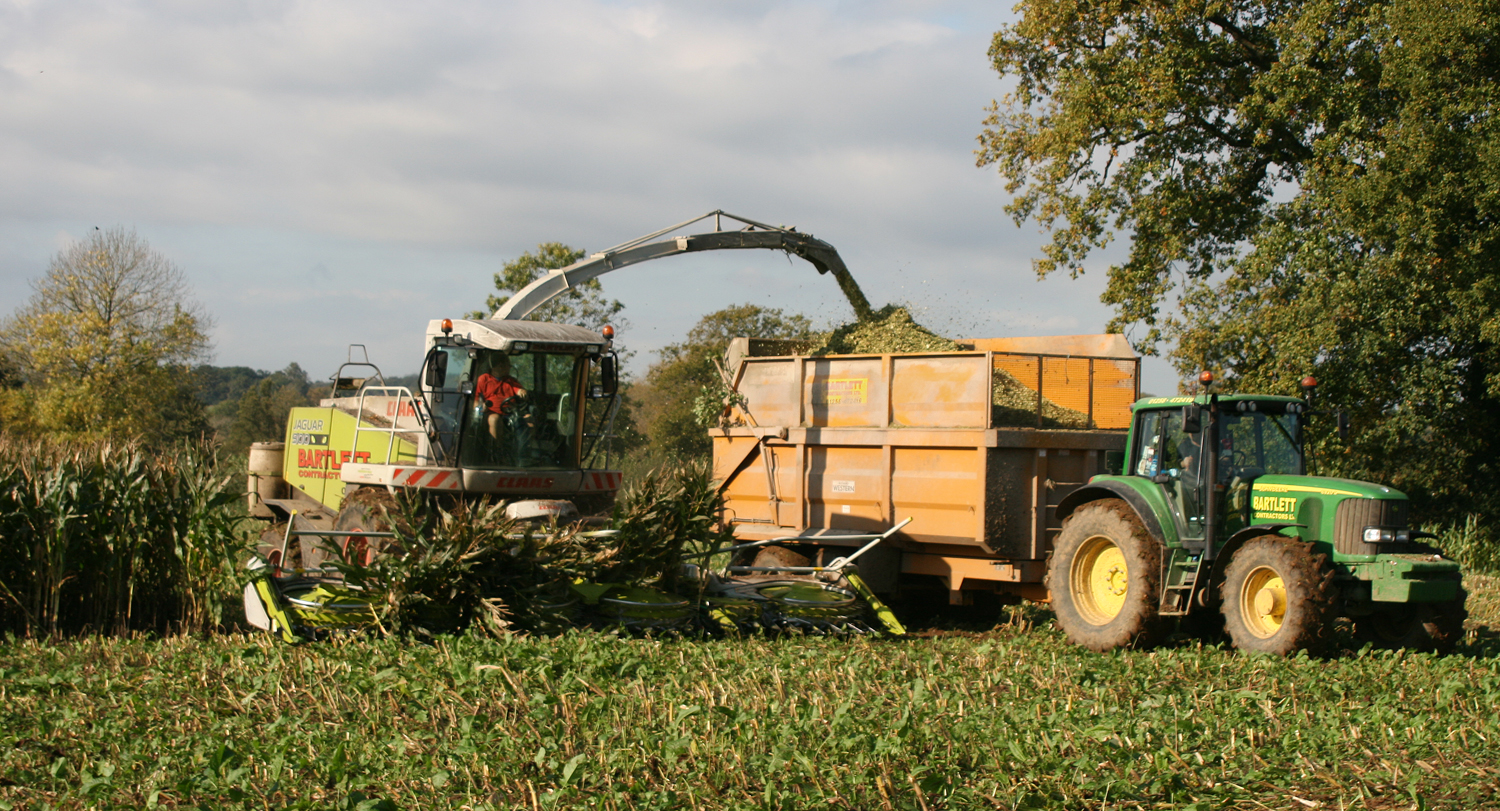
Ensilage de maïs avec une automotrice Claas 900. Angleterre, 2007

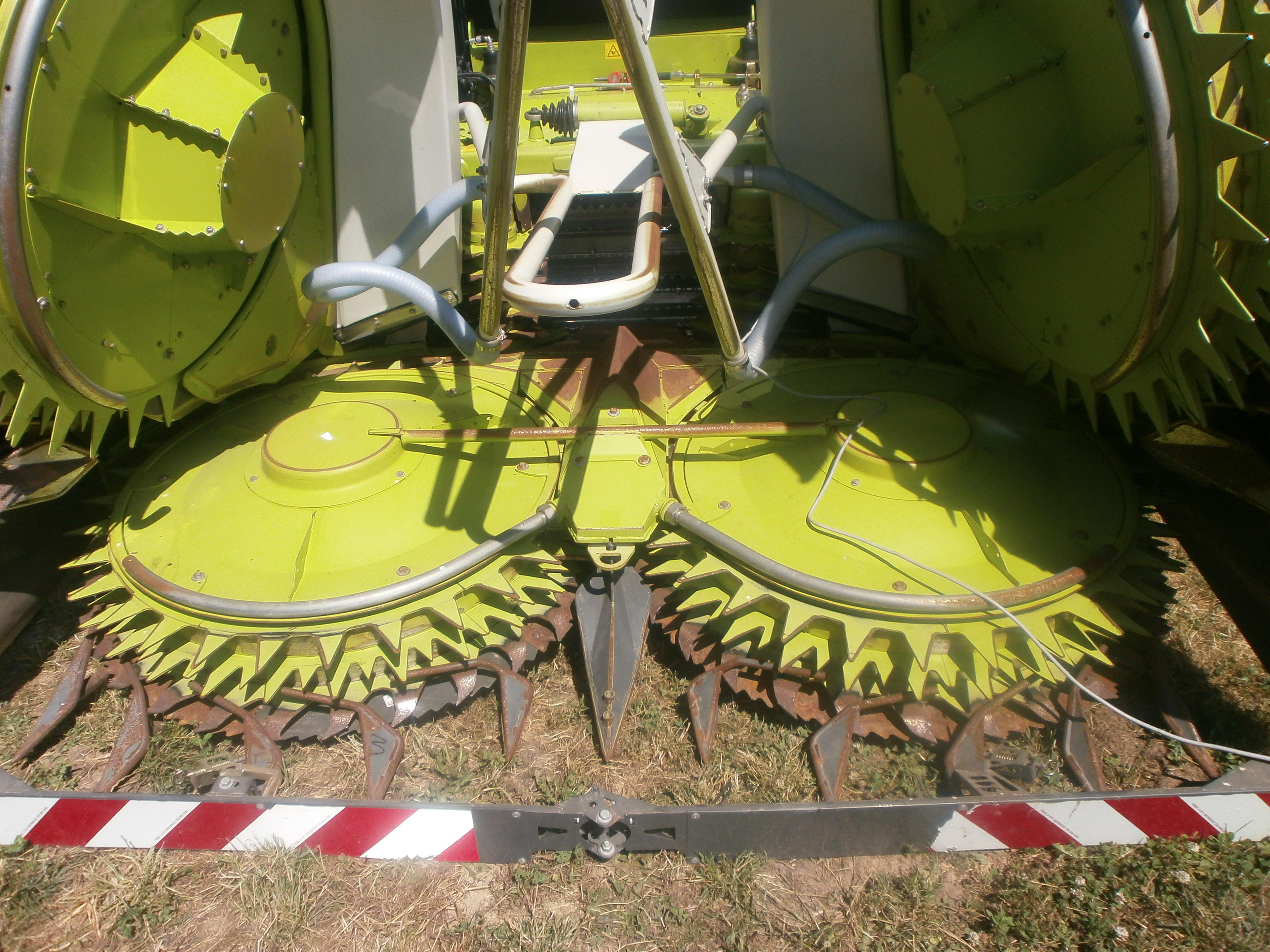
Détail de la table de coupe à becs rotatifs (scies circulaires) d'une ensileuse Claas 940, ici en position repliée pour le transport.

En ce qui concerne le maïs, les conditions optimum de récolte se situent entre 30 et 35 % de matière sèche. C'est une valeur obtenue naturellement par le mûrissement de la plante entière. À ce stade, la teneur en sucres solubles, l'équilibre entre grain et tige, la facilité de tassement et de mise en anaérobiose sont les plus favorables. Un hachage trop fin (dimension moyenne inférieure au centimètre) ne permet pas une bonne rumination des animaux dont l'ensilage est la nourriture principale s'il n'est pas corrigé dans la ration. Il peut conduire à un trouble métabolique appelé acidose ; cependant, la plupart des grains doivent être éclatés pour obtenir une bonne efficacité digestive pour le bétail.
L'ensilage de sorgho à grain se réalise de la même façon que celui de maïs.
En Afrique, se pratique l'ensilage maïs grain-rafles pour les porcs. Cette méthode est aussi envisagée en Europe pour les vaches laitières dans des rations comportant des légumineuses fourragères.

### Plantes prairiales

#### Méthodes

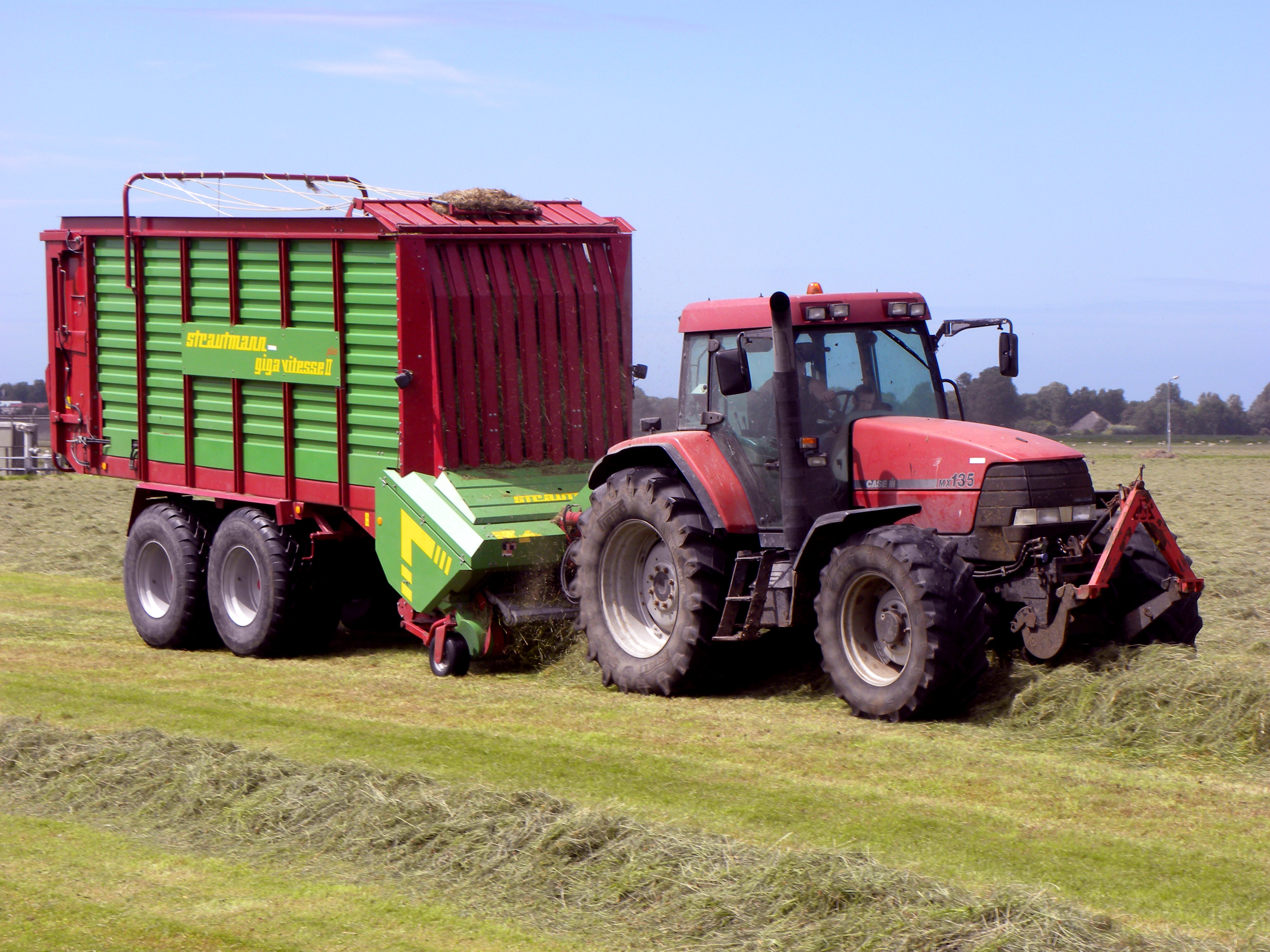
Récolte d'herbe préfanée au moyen d'une remorque autochargeuse-hacheuse pour l'ensilage. Le hachage est moins efficace que celui des ensileuses. 2009.

En ce qui concerne les graminées fourragères et les mélanges de graminées et de légumineuses, si des valeurs similaires sont souhaitables, elles ne sont pas toujours possibles car la teneur en matière sèche des graminées au moment de la récolte n'est que de 12 à 15 %. Un préfanage au champ après fauchage peut faire remonter cette teneur à 30 % pour les graminées ou 40 % pour les légumineuses ; cet objectif est parfois risqué car il nécessite un minimum de trois belles journées de suite (pas toujours évident fin avril début mai). En cas d'impossibilité, on ensile directement des graminées en utilisant une ensileuse à table de coupe, mais une teneur en matière sèche inférieure à 28 % conduit à des pertes par écoulement de jus et au désilage, sources d'odeurs, après la confection du silo. Dans ce cas ces jus doivent être collectés et incorporés au purin ou au lisier.
En région de plaine et lorsque le climat n'est pas trop humide, une première coupe en ensilage précède une seconde en foin.

#### Compromis entre quantité et qualité
L'ensilage de graminées fourragères au printemps autorise des chantiers à grands débits comparativement au foin. S'il permet de produire plus intensivement des fourrages plus riches que les foins, il est assez délicat à réaliser et plus coûteux. La richesse en protéines et en sucres solubles des graminées diminue très rapidement au printemps. Différer la récolte à cause de conditions météorologiques défavorables conduit à une baisse de qualité fourragère certaine.
Le rendement et la qualité de l'ensilage d'herbe sont deux aspects importants à prendre en compte pour garantir une alimentation optimale pour les animaux. Cependant, il est souvent difficile de concilier ces deux aspects car des choix doivent être faits.
Le rendement de l'ensilage dépend de plusieurs facteurs tels que l'espèce d'herbe, les méthodes de récolte et de conservation. Pour augmenter le rendement, il est possible d'opter pour une densité de semis plus élevée, un apport d'engrais adapté, une irrigation optimale ; le facteur le plus simple est de récolter la plante plus tard, cependant cela diminue la qualité qui détermine la productivité des animaux.
Le second levier est la qualité de l'ensilage qui dépend de la teneur en éléments nutritifs et de la digestibilité de l'herbe. Il est donc important de récolter l'herbe au bon stade de maturité, car une herbe trop mûre aura une teneur en éléments nutritifs plus faible et une digestibilité plus faible.
Il est également important de veiller à la conservation de l'ensilage pour préserver ses qualités nutritives (absence d'oxydation, limitation des pertes de matière sèche…).
En résumé, pour obtenir un ensilage d'herbe de qualité tout en maximisant la récolte, il est important de concilier les différents aspects de la gestion de l'herbe pour répondre aux besoins en quantité et qualité des produits.

### Céréales immatures et méteils plantes entières
Ces ensilages concernent surtout les régions où les rendements en maïs sont faibles (montagne, régions tropicales sèches) et certaines formes d'agriculture durable.

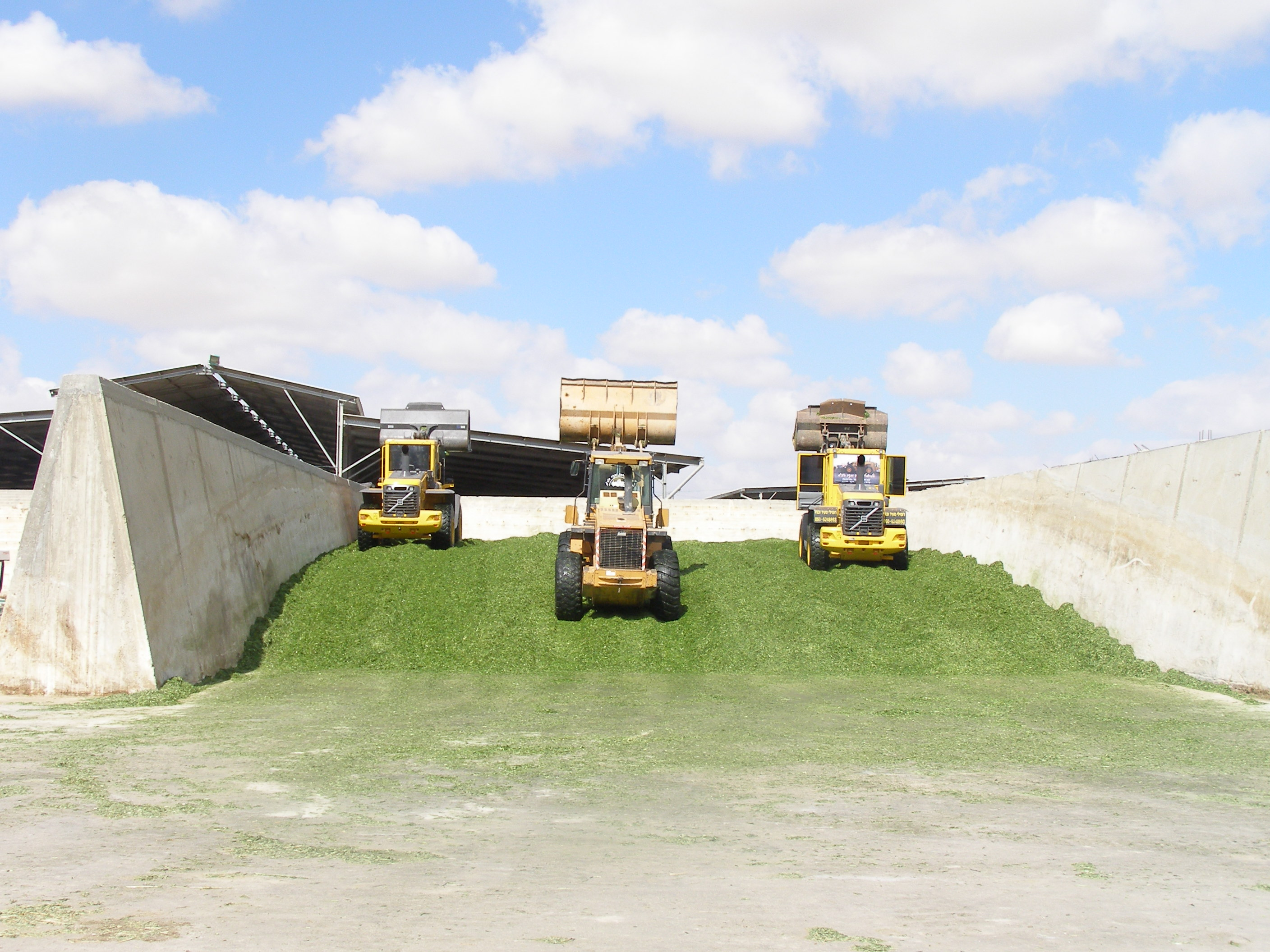
Remplissage et compactage d'un ensilage de blé plante entière en silo-couloir. Revivim, Israël, 2007.

Les céréales utilisées sont principalement le triticale, le seigle et l'avoine. Le blé est possible mais, en Europe, il est mieux valorisé en grains secs et ne concerne donc que des opérations d'ajustement en cas de pénurie.
Les sorghos fourragers, sorghos à sucre (sorgum bicolor notamment en Chine) et les nombreuses variétés fourragères de céréales et grandes graminées tropicales, éleusine, andropogon sudanensis (Sudan grass), millet perlé (ou mil à chandelles), moha (setaria italica), herbe à éléphant (pennisetum purpureum), Paspalum s'ensilent de la même façon.
Les méteils modernes sont des associations céréales-légumineuses où la légumineuse est généralement un pois fourrager ou une vesce. La céréale sert de tuteur. Le taux de matière séche à la récolte doit être inférieur à 32 % pour que le compactage en silo soit possible. En Amérique et en Afrique, on utilise parfois des méteils maïs, éleusine ou sorgho associés à du soja, du niébé ou du lablab,.
Ces ensilages sont aussi réalisables en balles enrubannées.

### Drêches de brasserie et autres coproduits humides
Voir aussi Drêche#Drêches fermentées
Ces produits industriels supportent un transport plus ou moins long et obligent parfois à un remplissage du silo en plusieurs temps. Étant de consistance assez  molle, ils ne peuvent généralement être tassés avec des engins, aussi les autres précautions usuelles doivent-elles être respectées rigoureusement :
- prévoir un écoulement pour les jus ;
- ne pas utiliser des silos trop larges et hauts ;
- travailler rapidement et sans interruption ;
- recouvrir les drêches de manière hermétique (film plastique) ;
- tasser uniformément mais sans excès de manière à éliminer les poches d’air entre le tas et la bâche ;
- laisser les drêches fermenter durant trois semaines. Elles s’acidifient naturellement (pH < 4,5), dans le cas d’une utilisation prolongée (six mois), utiliser un agent conservateur d’ensilage ;
- dessiler tous les jours très proprement sans décompacter le silo[21].

Les mêmes méthodes peuvent être utilisées pour les pulpes de betteraves ou de pommes de terre humides.

### Feuilles de manioc et de patates douces
L'ensilage des parties aériennes de plantes comme le manioc ou la patate douce avant récolte des racines permet de sauvegarder les feuilles de bonne valeur alimentaire.
L'ensilage des feuilles de manioc permet en milieu tropical de fournir aux bovins et caprins une source de protéines complémentaire au maïs. L'ensilage permet la conservation du fourrage et une réduction significative, de l'ordre de 75 %, de la concentration en cyanure d'hydrogène naturellement présent dans cette plante. L'ensilage ne semble néanmoins pas avoir d'influence sur les concentrations en cyanohydrine.

## Qualité de l'ensilage et utilisation par le bétail
L'ensilage est un mode de conservation basé sur l'acidification. En fin de fermentation, le pH doit se situer en-dessous de 4,5 voire 4,2 pour des ensilages très humides.

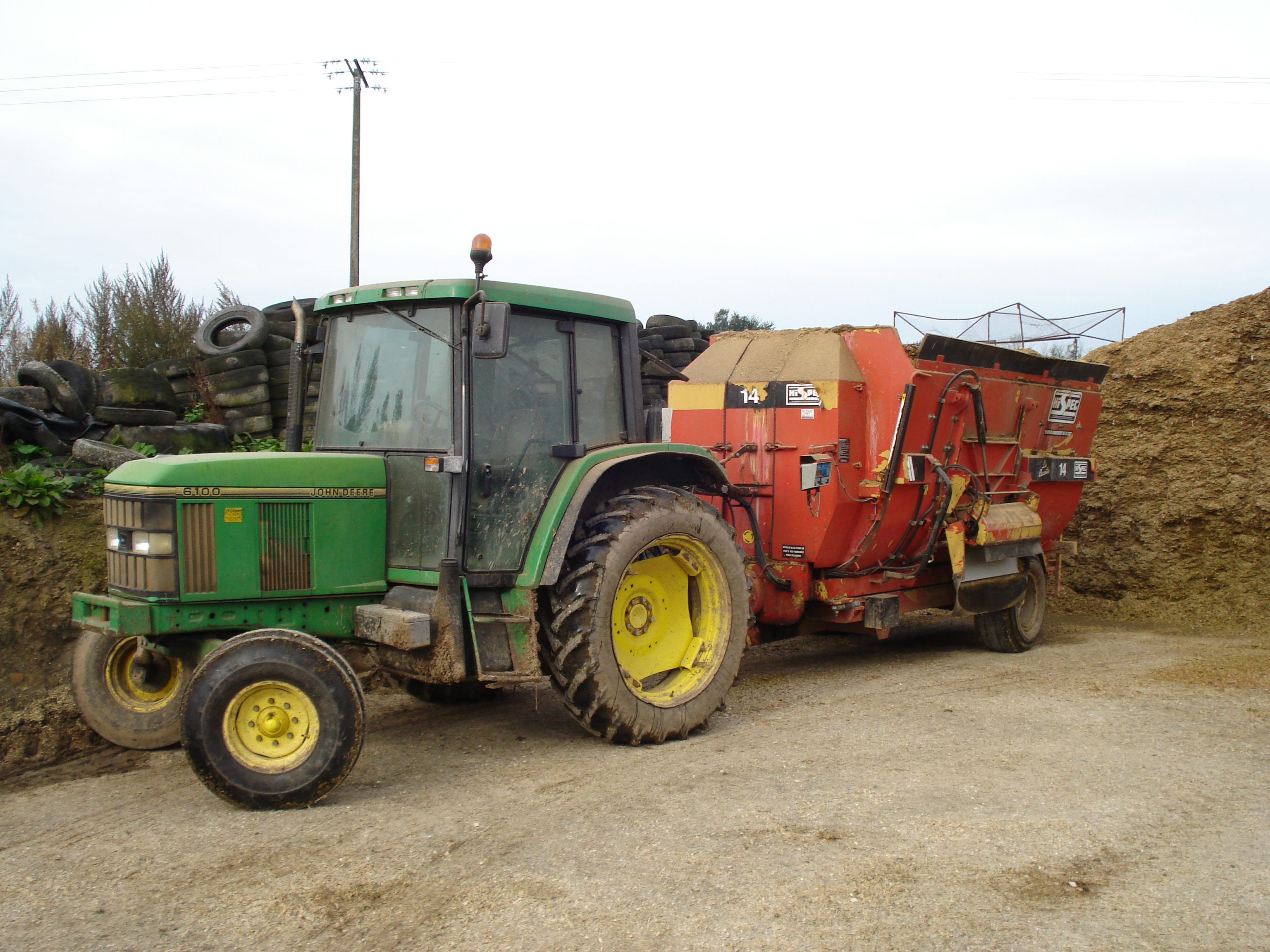
Mélangeuse-distributrice prête à être chargée en ensilage. Certaines machines peuvent de plus désiler elles-mêmes et peser les composants du mélange.

Le taux de matière sèche varie assez largement dans les ensilages mais il est possible de définir des valeurs optimales à essayer d'atteindre pour obtenir un fourrage de meilleure qualité.
Dans tous les cas, la production de fourrage de qualité est conditionnée par la teneur en sucres solubles qui seront transformés en acide lactique et propionique par les bactéries lactiques naturellement présentes sur le fourrage, par la qualité du tassement, par la rapidité du chantier et de la mise en anaérobiose et, en conséquence, de l'acidification.

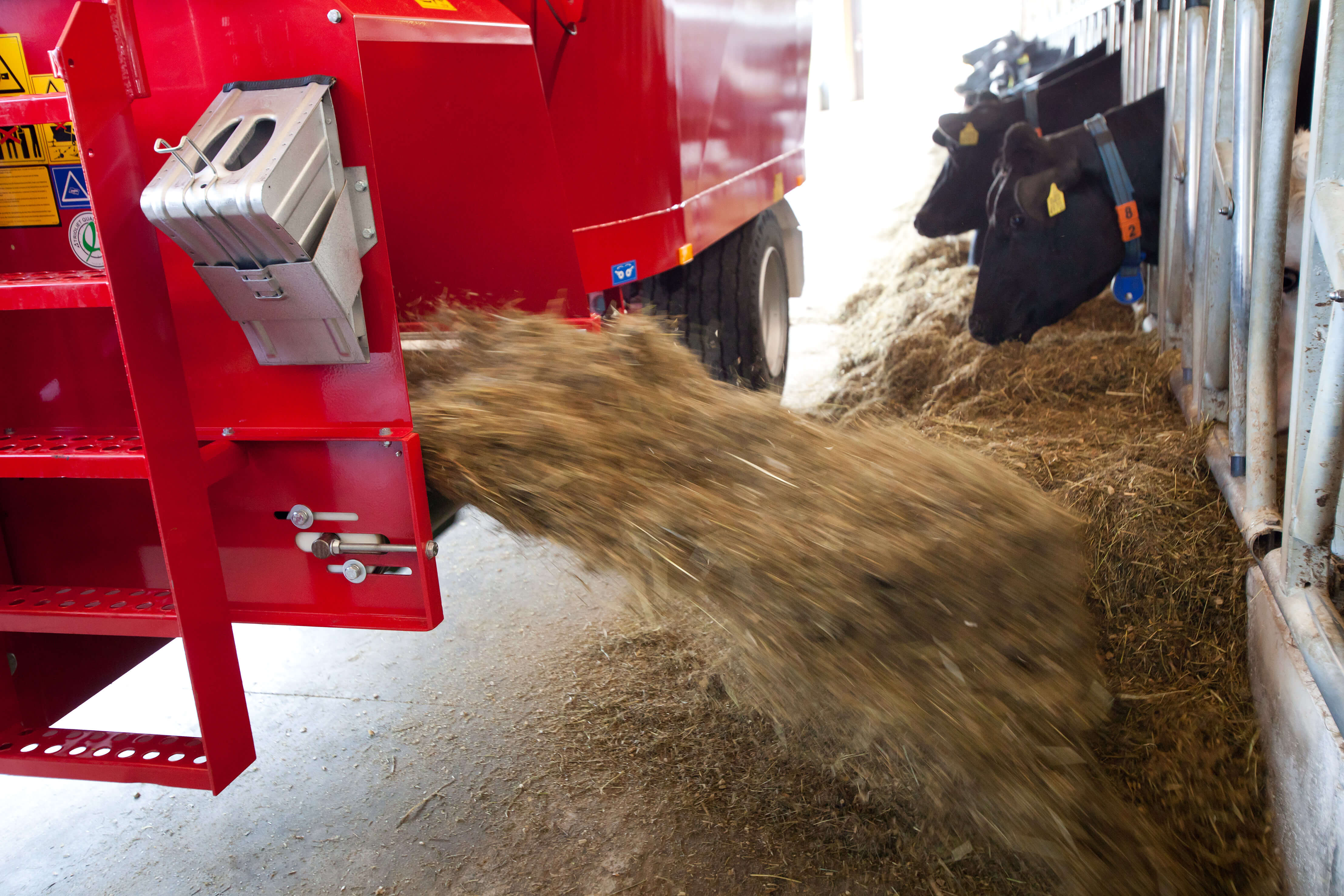
Distribution.

Un autre facteur de qualité est la longueur de hachage du fourrage : plus le fourrage est haché, moins il restera d'air après tassement, mais le hachage fin diminue la valeur en fibres de la ration. Le désilage doit aussi être réalisé soigneusement en réalisant une coupe nette au front, si possible.

### Additifs autorisés

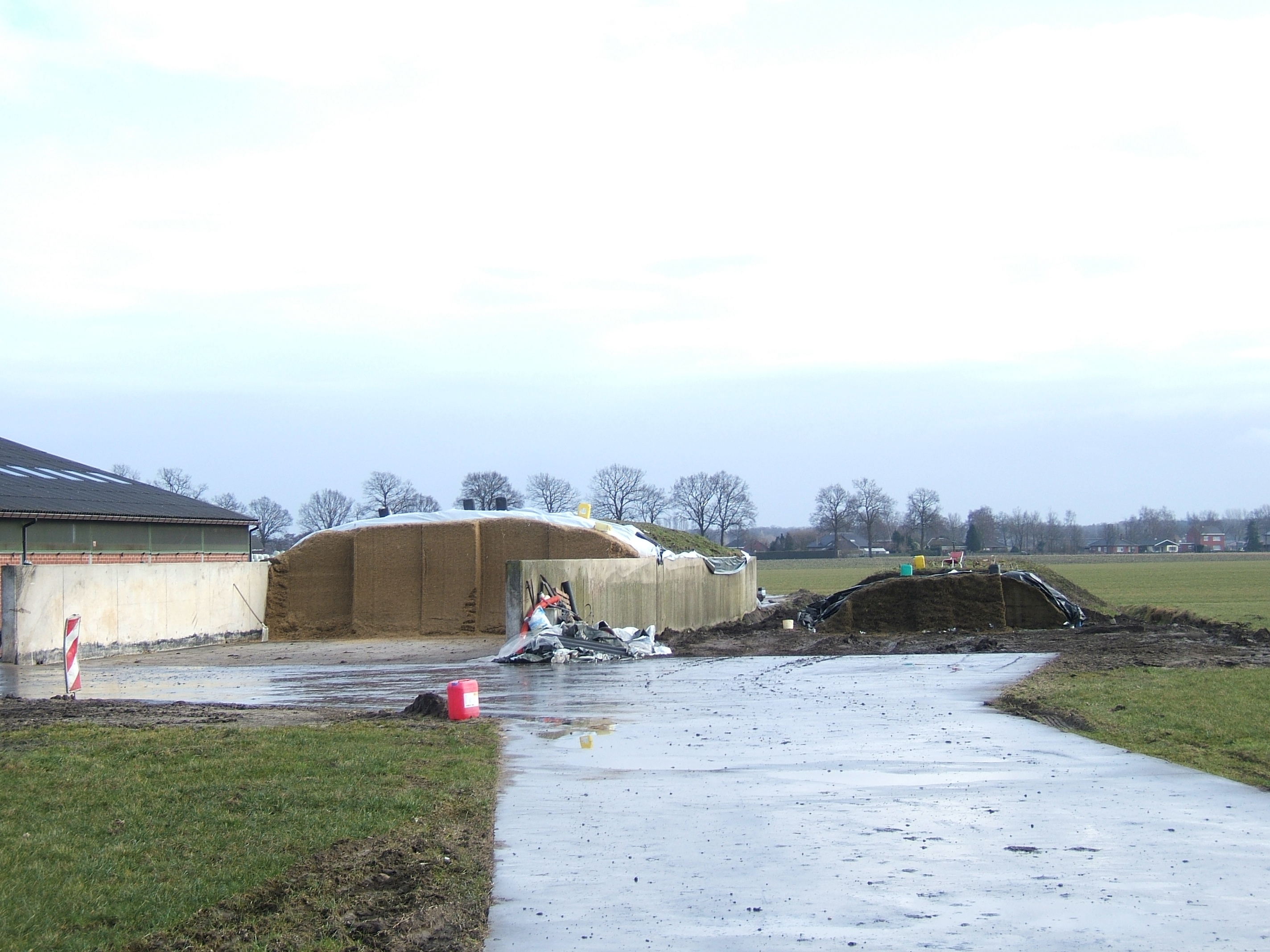
Deux silos en cours d'utilisation : à gauche, un silo-couloir avec du maïs ; à droite, un silo-taupinière avec de l'herbe. Campine, Belgique, 2010.

Ce sont des conservateurs visant à augmenter la rapidité d'acidification, la stabilité et la durée de conservation de l'ensilage. Ils sont de trois types :
- biologiques (bactéries lactiques sélectionnées accompagnées ou non de sources de sucre soluble) augmentant la fermentation lactique. Ce sont par exemple des souches sélectionnées de Lactobacillus plantarum, ou des inoculats incluant des souches de Lactobacillus buchneri, Enterococcus faecium et de Pediococcus ;
- acide formique et différents sels acides provoquant une acidification artificielle du fourrage ;
- bactériostatiques (chlorure de sodium et autres) limitant le développement de bactéries et les reprises de fermentation alcoolique lors de la consommation du fourrage.

### Modes d'utilisation
Les bottes enrubannées peuvent être servies dans des rateliers adaptés ou déroulées mécaniquement à l'auge.
Les silos-couloirs sont adaptés à l'utilisation en libre-service, méthode économique ne nécessitant qu'une barrière ratelier ou même un fil de clôture électrique mais peu adaptée aux grands troupeaux. Le désilage mécanique avec des tracteurs ou des chariots élévateurs munis d'outils adaptés est très fréquent.
Les remorques ou automotrices mélangeuses-distributrices sont de plus en plus utilisées.
Les silos-tours comprennent un système de désilage incorporé.

## Risques environnementaux et sanitaires
L'ensilage de fourrages est une méthode de conservation biologique souvent comparée à la fabrication de la choucroute, néanmoins les mesures d'hygiène ne sont pas les mêmes.

### Risques sanitaires
Plusieurs risques liés à l'ingestion par les animaux d'ensilage contaminé sont à limiter :
- risque de botulisme : il est lié à la présence éventuelle de cadavres animaux dans les balles de végétaux ou dans le silo ;
- risque d'intoxication par des toxines fongiques ou bactériennes : c'est un risque qui concerne les animaux qui consomment des produits d'un ensilage mal fait (exemple : formation de mycotoxines en particulier d'aflatoxines) ;
- risque d'apport de Listeria en cas d'ensilage mal acidifié qui permet le développement de la bactérie (notamment dans les élevages laitiers, surtout si on y produit des fromages au lait cru). Il existe également des risques de méningite pour les jeunes bovins allaitants nourris à l'ensilage de maïs et soumis à un stress important (conditions d'élevage, changement brutal d'alimentation, réallotement…) ;
- risque de production d'éthanol toxique pour les ruminants, généralement à la suite d'une fermentation alcoolique permise par une mauvaise étanchéité du silo ou de la feuille de plastique ;
- risque de présence excessive de bactéries butyriques (Clostridium tyrobutyricum). Sans danger pour les animaux et pour l'homme, elles sont préjudiciables à la transformation fromagère, et sont responsables de mauvais goûts dans les fromages à pâte molle et de gonflement voire d'éclatement pour certains fromages à pâte pressée non cuite (Gouda, Saint-Nectaire, etc.) et surtout des fromages à pâte pressée cuite, en particulier à pâte dure et mi-dure et qui ont mûri pendant une longue période[24]. Ces bactéries peuvent se multiplier et entraîner un gonflement tardif ou gonflement butyrique consécutif à une production de gaz (H2 et CO2 ) quelques semaines après la fabrication. Ces bactéries peuvent former des spores résistantes dans les ensilages souillés ; on observe aussi ce phénomène dans les foins récoltés avec des résidus de terre, et qui ont moisi[25] ;
- risque de pollution : le liquide produit par l'ensilage de végétaux trop humides est acide, corrosif, odorant et polluant (puissant eutrophisant) ;
- risque de saturnisme : les lixiviats d'ensilage, très acides et corrosifs, peuvent faciliter la migration et la biodisponibilité de polluants métalliques, dont le plomb accumulé dans le sol, des métaux provenant du silo, ou le plomb toxique de grenaille de plomb de chasse ou de ball-trap facilement et communément piégé dans le maïs fourrager en raison de la forme des feuilles (en entonnoir) du maïs[26].
- risque lié aux agents conservateurs utilisés sous forme de solutions aqueuses.

Il existe aussi un risque d'exposition à la poussière des agriculteurs et des travailleurs de la filière alimentation du bétail,. Cependant il semblerait que le foin moisi ou mal conservé soit plus problématique de ce point de vue, générant beaucoup de poussières et d'antigènes allergisants.

### Mesures face aux risques environnementaux
En Europe, la récupération des jus, s'il y en a, est obligatoire ; le préfanage permet de les limiter en augmentant le taux de matière sèche. La récupération des bâches et emballages plastiques agricoles est organisée. Le conditionnement consiste à nettoyer plier et ficeler à la main les bâches usagées d'ensilage facilitant leur transport vers les centres de retraitement. Les plastiques d'enrubannage et les filets de bottes sont mis à  part dans des sacs séparés. Pour faciliter ce travail certains agriculteurs ont mis au point un dispositif pour compresser les plastiques d'enrubannage et faire des bottes de 200 kg environ. En France grâce à ce tri à la source 90 % de ces plastiques agricoles sont collectés dont plus de 70 % sont valorisés. Le recyclage des pneus utilisés sur les silos est encore problématique, mais ils sont souvent remplacés par des sacs de sable.

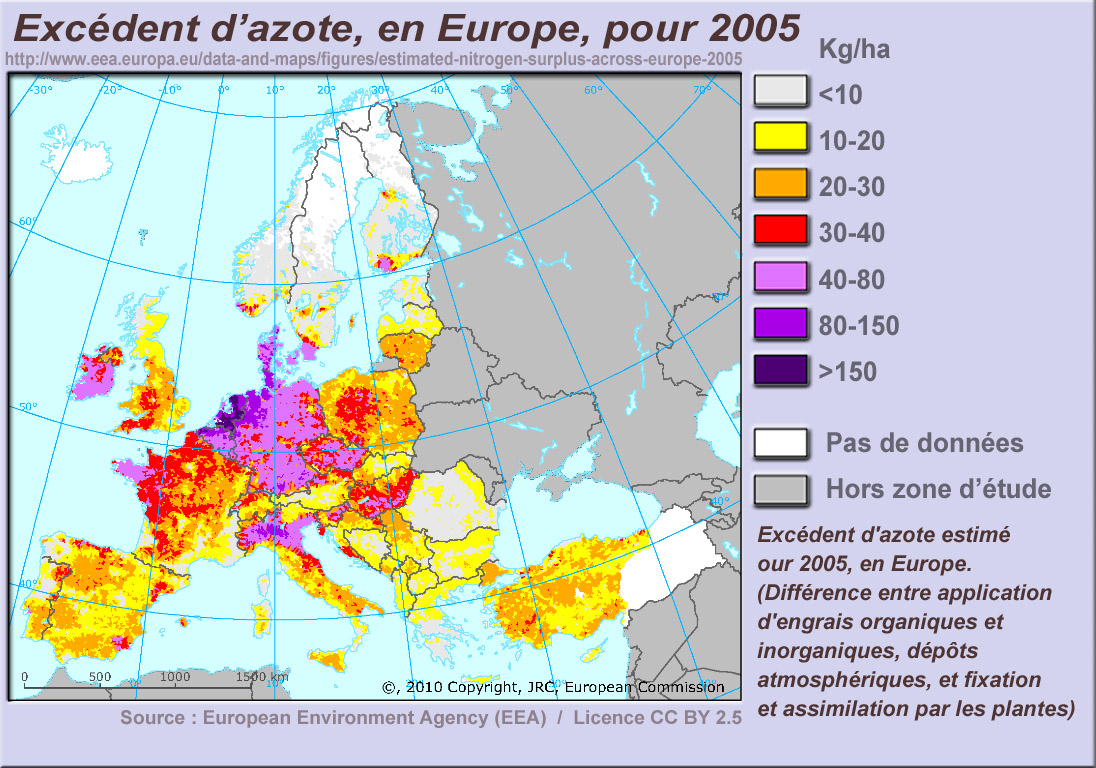

L'ensilage est lié aux pratiques d'élevages intensives : fortes fumures azotées et potassiques pour les ensilages, épandage de lisiers. Les régions européennes les plus concernées par les excédents d'azote dans le sol semblent correspondre aux zones d'élevage très intensif (Pays-bas, Flandres, Irlande, Danemark, Allemagne, Scanie, Bretagne, Plaine du Pô). Cependant l'ensilage n'est pas toujours incompatible avec une gestion durable de l'exploitation et est aussi pratiqué en agriculture biologique. Par exemple l'ensilage de maïs en proportion raisonnable est un bon complément à l'herbe pâturée ou récoltée précocement et permet de maintenir un bon niveau de production et d'engraissement du troupeau tout au long de l'année, sans forcément acheter du tourteau pour l'équilibrer.

## Impacts sur le goût du lait ou de la viande
Ils sont discutés, mais il semble que l'ensilage affecte au moins le goût du lait, moins riche et moins varié que lorsque les animaux mangent du foin ou bien entendu de l'herbe en pâture, et que cela ne passe pas inaperçu des consommateurs.
Les tests effectués sur ce sujet sont nombreux. Dans une thèse de docteur vétérinaire en faisant la recension en 2010, l'auteur arrivait aux conclusions suivantes : 
- l'effet sur les fromages au lait de vache porte sur la couleur de la pâte et la qualité du goût, mais s'atténue quand l'affinage dure six mois ou plus[34] ;
- « l’utilisation d’ensilage de maïs dans la ration, donne  des  fromages  nettement  plus  blancs,  une  texture  plus  ferme  et  moins fondante, et des goûts moins aromatiques, une flaveur moins prononcée… L’emploi d’herbe sous  forme d’ensilage donne des fromages plus jaunes, légèrement moins fermes, avec un goût moins intense, moins typique, plus amer et moins plaisant. » Cependant, ces caractéristiques sont fortement atténuées avec des ensilages de qualité et une distribution soignée ;
- la conclusion générale était qu'il est tout à fait possible de faire de bons fromages avec une alimentation à base d'ensilage mais que dans les tests le consommateur préférait souvent les fromages issus d'une alimentation naturelle et d'un mode de conservation mettant en valeur une riche diversité florale[34].

Le lait de vaches recevant de l'ensilage peut être contaminé par des spores de Clostridium butyricum, néfastes à la fabrication de fromages. Les précautions usuelles diminuent ce risque. Ces précautions sont une préoccupation constante des éleveurs, d’autant que le prix du lait payé à l'éleveur tient compte de la qualité bactériologique.
La position des entreprises laitières et fromagères sur le sujet est variable. Si la réglementation bio ne mentionne pas de contre-indications à l'alimentation par ensilage, le cahier des charges biodynamique Demeter limite son utilisation. Dans des appellations d'origine contrôlée prestigieuses, fromagères comme le Comté, le Margériaz (Bauges) et le Laguiole ou de viande comme le Fin gras du Mézenc, l'ensilage est interdit. Ces dispositions font l'objet de décrets (exemple pour le Comté).

## Autres usages
L'ensilage est étudié pour conserver d'autres produits comme les fumiers avant méthanisation. Ils nécessitent en général l'ajout de sucres pour assurer une fermentation acide avant formation de méthane.